# Линейни кораби тип „Нелсън“
Нелсън (на английски: Nelson) са серия британски линейни кораби от Втората световна война. Всичко за британския флот са построени два кораба: „Нелсън“ (на английски: HMS Nelson) и „Родни“ (на английски: HMS Rodney).
„Нелсоните“ стават първите „вашингтонски линкори“. Съгласно Вашингтонското морско съглашение Великобритания получава правото да построи два линкора с оръдия калибър до 406 мм и със стандартна водоизместимост до 35 560 т. Формално „Нелсън“ и „Родни“ са 23-възлова версия на линейните крайцери типа „G-3“, от построяването на които Великобритания се отказва според договора.
Линкорите получават максималното възможно въоръжение, допускано от договора, – девет от новите 406-мм оръдия. За оръдията е избрана нехарактерната за британския флот концепция „лек снаряд – висока начална скорост“. Впоследствие тази концепция е призната за погрешна, тъй като води със себе си повишено износване на ствола и лоша точност на стрелбата. Корабите са проектирани с оглед опита от Първата световна война. За първи път за британските дредноути тяхното брониране е изпълнено по схемата „всичко или нищо“. Новите линкори получават добре защитена цитадела, но отвъд нейните предели брониране е сведено до минимум. Критика се отсъствието на брониране в носовия край и недостатъчната дълбочина на броневия пояс. Въпреки всичко, в рамките на отведения лимит водоизместимост новите линкори получават максимално възможната защита. Конструктивната подводна защита е разработена с провеждането на изпитания върху опитни отсеци и издържа на попадение от торпедо със заряд от 340 кг ТНТ.
152-мм оръдия на средния калибър не са универсални. Към началото на Втората световна война става ясно, че шести поставени 120-мм оръдия са недостатъчни. Вместо необходимите четири зенитни оръдия за далечен бой във всеки сектор на стрелба, в някои от секторите може да се води стрелба само с три и даже с две оръдия. Провеждането на радикална модернизация със замяната на оръдията и усилването на бронирането не се случва. В годините на войната се налага да се ограничават с увеличаването на броя на 40-мм и 20-мм зенитни автомати.
Независимо от редицата недостатъци и ниската максимална скорост, „Нелсън“ и „Родни“ се считат за най-силните британски линкори в периода на Втората световна война, по съвкупността на характеристиките си превъзхождайки по-късните линкори от типа „Кинг Джордж V“. В годините на войната двата линкора вземат активно участие в бойните операции. Така например, „Родни“ изиграва решаваща роля в потопяването на германския линкор „Бисмарк“, който преди това унищожава гордостта на Кралския флот – линейният крайцер „Худ“.
Развитието на авиацията поставя под въпрос съществуването на големите артилерийски кораби. За това, отчитайки силното износване, „Нелсън“ и „Родни“ след края на войната са извадени в резерва и отписани от флота.

## История на проекта
По време на Първата световна война Великобритания достроява вече заложените линкори с 381-мм оръдия от типовете „Куин Елизабет“ и „Ривендж“, без да залага нови. Въпреки това през океана продължава постройката на нови, все по-мощни кораби. В САЩ са построени линкорите от типа „Колорадо“ с осем 406-мм оръдия и са заложени линкорите от типа „Саут Дакота“ с 12 406-мм оръдия и линейните крайцери от типа „Лексингтън“ с осем 406-мм оръдия и 35-възлова скорост на хода. В Япония е построен линкора „Нагато“ с осем 410-мм оръдия и се строи еднотипният му „Муцу“. Планирани са за построяване линкорите от типовете „Тоса“, „Кии“ и линейните крайцери от типа „Амаги“ с десет 410-мм оръдия.
Отговорът на Великобритания става разработката, след края на войната, на проектите за линейния крайцер „G-3“ с 406-мм оръдия и на линкора „N-3“ с 457-мм оръдия. Обаче отслабената от войната икономика на страната вече не може да издържи на новата спирала в гонката на морските въоръжения. За това, когато САЩ решават да свикат конференция за ограничаване на морските въоръжения, Великобритания взема участие в нея.
Още преди края на Вашингтонската конференция става ясно, че водоизместимостта на новите линкори ще бъде ограничено на цифрата от 35 000 дълги тона (35 560 т). Новите британски проекти значително надвишават този лимит, за това на началника на управлението по корабостроене (на английски: Director of Naval Construction – DNC) д’Ейнкуорт е поръчано да разработи проекти за линеен крайцер с ограничената водоизместимост.
| Проект                                       | G-3                                                      | F-2                                      | F-3                                     | O-3                                                      | P-3 и Q-3                                                | O-3 modified                                             |
| -------------------------------------------- | -------------------------------------------------------- | ---------------------------------------- | --------------------------------------- | -------------------------------------------------------- | -------------------------------------------------------- | -------------------------------------------------------- |
| Дължина между перпендикулярите, м            | 249,9                                                    | 219,5                                    | 213,4                                   | 204,2                                                    | 204,2                                                    | 201,2                                                    |
| Дължина максимална, м                        | 260,9                                                    | 231,6                                    | 225,6                                   | 218,5                                                    | 218,5                                                    | 216,4                                                    |
| Ширина, м                                    | 32,3                                                     | 32,3                                     | 32,3                                    | 31,7                                                     | 31,7                                                     | 32,3                                                     |
| Газене, м                                    | 9,9                                                      | 8,7                                      | 8,7                                     | 9,1                                                      | 9,1                                                      | 9,1                                                      |
| Мощност на ЕУ, к.с.                          | 160 000                                                  | 112 000                                  | 96 000                                  | 45 000                                                   | 45 000                                                   | 45 000                                                   |
| Максимална скорост, възела                   | 31                                                       | 29,5                                     | 28,5                                    | 23                                                       | 23                                                       | 23                                                       |
| Въоръжение                                   | 3×3×406-мм/45 16×152-мм/50 6×1×120-мм 4×10×40-мм ЗА 2 ТА | 3×2×381-мм/50 12×152-мм/50 4×10×40-мм ЗА | 3×3×381-мм/50 8×152-мм/50 4×10×40-мм ЗА | 3×3×406-мм/45 12×152-мм/50 4×1×120-мм 4×10×40-мм ЗА 2 ТА | 3×3×381-мм/50 16×152-мм/50 5×1×120-мм 4×10×40-мм ЗА 2 ТА | 3×3×406-мм/45 12×152-мм/50 6×1×120-мм 4×10×40-мм ЗА 2 ТА |
| Самолети                                     | 2                                                        |                                          |                                         |                                                          |                                                          |                                                          |
| Брониране, мм                                |                                                          |                                          |                                         |                                                          |                                                          |                                                          |
| Пояс при погребите (° наклон)                | 356 (72)                                                 | 330 (72)                                 | 305 (72)                                | 356 (72)                                                 | 356 (72)                                                 | 356 (72)                                                 |
| Пояс при МКО                                 | 305 (72)                                                 | 305 (72)                                 | 305 (72)                                | 330 (72)                                                 | 305 (72)                                                 | 330 (72)                                                 |
| Барбети на ГК                                | 356                                                      | 279                                      | 254                                     | 381                                                      | 381                                                      | 381                                                      |
| Кули на ГК чело/стена/покрив                 | 432/330/203                                              | 406/305/178                              | 406/305/178                             | 406/305/190                                              | 406/305/190                                              | 406/279/159                                              |
| Бойна рубка                                  | 356                                                      | 305                                      | 229                                     | 381                                                      | 381                                                      | 356                                                      |
| Палуба над погребите                         | 203                                                      | 178                                      | 178                                     | 190                                                      | 190                                                      | 171                                                      |
| Палуба над МКО                               | 102                                                      | 82,5                                     | 82,5                                    | 140                                                      | 140                                                      | 108                                                      |
| Теглово разпределение, дълги тонове          |                                                          |                                          |                                         |                                                          |                                                          |                                                          |
| Оборудване                                   | 1000                                                     | 850                                      | 850                                     | 1000                                                     | 1050                                                     | 1050                                                     |
| Корпус                                       | 18 600                                                   | 13 500                                   | 13 500                                  | 13 400                                                   | 13 400                                                   | 14 150                                                   |
| ЕУ                                           | 6000                                                     | 4660                                     | 4100                                    | 2600                                                     | 2600                                                     | 2600                                                     |
| Брониране                                    | 14 440                                                   | 10 210                                   | 9970                                    | 11 100                                                   | 11 400                                                   | 10 250                                                   |
| Въоръжение                                   | 7160                                                     | 4600                                     | 5400                                    | 6900                                                     | 6550                                                     | 6950                                                     |
| Гориво                                       | 1200                                                     | 1000                                     | 1000                                    | 0                                                        | 0                                                        | 0                                                        |
| Запас водоизместимост                        | 0                                                        | 180                                      | 180                                     | 0                                                        | 0                                                        | 0                                                        |
| Всичко проектна (стандартна) водоизместимост | 48 400                                                   | 35 000                                   | 35 000                                  | 35 000                                                   | 35 000                                                   | 35 000                                                   |

На 30 ноември 1921 г. на Съвета на Адмиралтейството са представени два проекта – „F-2“ и „F-3“. И двата проекта са въоръжени с 381-мм оръдия с разположение три кули в носовия край. В проекта „F-2“ кулите са двуоръдейни, в проекта „F-3“ – три. В сравнение с проекта „G-3“ бронирането е отслабено, особено при проекта „F-3“. При това на 29 ноември 1921 г. са проведени опитни стрелби, показващи, че против съвременните снаряди и палубната защита на „G-3“ е недостатъчна.
|  |  |  |  |

В проекта „F-3“ скоростта е снижена от 30 до 29 възела. Главният строител на флота счита, че ако адмиралтейството настоява за 30-възлова скорост, ще се наложи да се допусне работата на котлите във форсиран режим и да се поставят по примера на „Корейджъс“ механизми с олекотена крайцерска конструкция.
Като цяло проектите предизвикват много критика. Още повече, че според резултатите на Вашингтонската конференция Япония и САЩ се отказват от построяването на нови линкори, оставяйки в строя линкорите от типовете „Колорадо“ и „Нагато“. А Великобритания получава правото да построи два линкора от 35 000 т с оръдия калибъра не повече от 406-мм. За това адмиралтейството решава да се ограничи с построяването на линкори с 23-възлова скорост с максимално разрешените 406-мм оръдия. Началника на управлението по корабостроене на 17 декември 1921 г. задава на корабния инженер Етууд задание за разработка на проекти със следните параметри:
- водоизместимост 35 000 дълги тона в съответствие с Вашингтонското съглашение;
- главен калибър – девет 406-мм оръдия. Спомагателна артилерия не се задава, но се считат за достатъчни дванадесет 152-мм оръдия и 4 120-мм зенитки.
- пояс при погребите 356 мм, в района на машинната установка – 330 мм. Барбети и бойна рубка – 381 мм, димоходи 254 мм. Палуба над погребите 203 мм, над механизмите – 102 – 127 мм.
- Подводната защита трябва да издържа на попадение на торпедо със заряд от 340 кг ТНТ;
- Силова установка с мощност 46 000 к.с. При това главата на инженерния департамент настоява, че количеството на котлите трябва да е не по-малко от осем.
- Количеството на електрогенераторите може да бъде ограничено до шест, ако с разполагането на осем има проблеми.
- Основно изискване – да се спази ограничението за водоизместимостта, за тази цел всичко останало трябва да бъде сведено до минимум.

На 19 декември 1921 г. на главния корабостроител са представени два ескизни проекта. Първият съответства на всички изисквания, но неговата водоизместимост достига 35 500 тона. Във втория броя на котлите е намален до шест, а разположението на мостиците и приборите за управление на стрелбата е изменено в сравнение с „G-3“ и съответства на препоръките на „Комисия по оборудването за управление на стрелбата“. За сметка на тези мерки е намалена дължината на цитаделата и се вписват в отведените 35 000 тона. Предложени са следните идеи за икономия на водоизместимост:
- преход към 381-мм 50-калибрени оръдия;
- намаляване на дебелината на палубната броня с 25,4 мм;
- компоновка на мостика с използване на предложенията на „Комисията по оборудването за управление на стрелбата“;
- икономия в теглото на силовия набор на корпуса за сметка използването на материали с повишена якост.

От 381-мм главният корабостроител се отказва веднага, тъй като първият лорд, с оглед на японския и американските проекти, настоява за 406-мм оръдия. Също DNC настоява за използването на компоновката на мостика както е в проекта „G-3“, с допускане на незначителни изменения. Той се съгласява на намаляването на дебелината на палубната броня с 12,7 мм. За приемането на решение за използването на високоякостна стомана е решено да се проведат допълнителни изследвания. Впоследствие използването при строежа на стоманата марка D води до значителна икономия на тегло.
Допълнително DNC предлага да се намали височината на борда, спускайки горната палуба, при това с идеята да се разположат между горната и главната палуби две междинни, за да се увеличи здравината на корпуса. В носа той предлага да се разположат отсеци, запълнени с вода, които при необходимост да се продухват със сгъстен въздух и да създават допълнителна плаваемост в краищата. Също така той счита, че е възможно да се намали височината на главния пояс, ограничавайки неговата височина над конструктивната водолиния на 1,53 м, и влизането му под водата на 0,69 м. Първоначално е изказано изискването обводите да са като на „Худ“, но от това бързо се отказват.
През януари 1922 г. е завършен ескизният проект, с обозначение „O-3“. В качеството на алтернатива са подготвени проектите „Р-3“ и „Q-3“ с 381-мм оръдия. Всичките три проекта са разгледани със завръщането от Вашингтон на Първия лорд на Адмиралтейството. „Р-3“ и „Q-3“, явно, той вече не разглежда сериозно, тъй като още преди това съвета на лордовете предварително е одобрил проекта „O-3“. Обсъждането на този проект и неговите възможни модификации върви през януари – февруари 1922 г., и след внесените изменения неговата спецификация е одобрена от Адмиралтейството на 6 февруари, с обозначението „O-3 modifed“ („O-3 модифициран“).
След детайлна изработка финалната спецификация е утвърдена на 11 септември 1922 г., а на 16 октомври същата година и строителните чертежи. Проекта претърпява незначителни изменения – газенето е намалено до 10,68 м, запаса нефт е съкратен до 4000 т, а щатният екипаж до 1560 души.
На 16 октомври е обявен тендер за построяването, а на 11 ноември са обявени победителите. Поръчките са дадени на фирмите „Cammell Laird“ (цена 1 479 000 фунта стерлинги) и „Armstrong Whitworth“ (1 479 000 £). Двата кораба са заложени на 28 декември 1922 г., макар официалните поръчки да са издадени едва на 1 януари 1923 г.

## Конструкция

### Корпус
| Разпределение на теглото по проект, дълги тона | стандартна водоизместимост | стандартна водоизместимост | нормална водоизместимост | пълна водоизместимост  | пълна водоизместимост | максимална водоизместимост | максимална с пълна система на КПЗ |
| Разпределение на теглото по проект, дълги тона | според детайлен разчет     | по спецификация            | нормална водоизместимост | според детайлен разчет | по спецификация       | максимална водоизместимост | максимална с пълна система на КПЗ |
| ---------------------------------------------- | -------------------------- | -------------------------- | ------------------------ | ---------------------- | --------------------- | -------------------------- | --------------------------------- |
| Корпус                                         | 14 248                     | 14 250                     | 14 250                   |                        | 14 250                | 14 250                     | 14 250                            |
| Оборудване                                     | 1047                       | 1050                       | 930                      |                        | 1050                  | 1050                       | 1050                              |
| Брониране                                      | 10 102                     | 10 250                     | 10 250                   |                        | 10 250                | 10 405                     | 10 405                            |
| Енергетична установка                          | 2508                       | 2550                       | 2550                     |                        | 2550                  | 2550                       | 2550                              |
| Въоръжение                                     | 6869                       | 6900                       | 6900                     |                        | 6900                  | 7374                       | 7374                              |
| Нефт                                           |                            |                            | 1200                     | 3956                   | 4000                  | 4000                       | 4000                              |
| Резервен запас вода                            |                            |                            |                          | 246                    | 245                   | 245                        | 245                               |
| Баласт в камерите на КПЗ                       |                            |                            |                          |                        |                       |                            | 2870                              |
| ВСИЧКО, дълги тона                             | 34 774                     | 35 000                     | 36 080                   |                        | 39 245                | 39 874                     | 42 744                            |
| ВСИЧКО, т                                      | 35 330,4                   | 35 560,0                   | 36 657,3                 |                        | 39 872,9              | 40 512,0                   | 43 427,9                          |

Общата компоновка на кораба е разработена с цел да се концентрират всички жизненоважни механизми и въоръжения на колкото се може по-малка дължина, осигурявайки ги с максимална защита. Всички три кули на главния калибър са разположени пред надстройката, при това третата кула е разположена приблизително в средата на дължината на кораба. Кулите на средния калибър се намират на кърмовия край и са сведени в две групи – по три кули на всеки борд, средната е издигната спрямо останалите.
Всички мостици се намират в кулоподобната надстройка. Основната причина за такова решение е желанието да се получи устойчива основа за артилерийските командно-далекомерни постове. Това също позволява добре да се защитят самите мостици от лошо време и да се осигури комфорт за работата на екипажа. Таква надстройка е призната за удачно решение и се използва след това както при новите британски линкори, така и при модернизацията на старите. Централният пост за управление на кораба се намира под броневата палуба между погребите и машинното отделение. Там се намира централният артилерийски пост. Те са свързани с бойната рубка чрез комуникационна тръба. Освен тях, тук се разполагат поста за тактическата обстановка, телефонният комутатор, предаващата радиостанция и помещението за жирокомпаса. Всички тези помещения са газонепроницаеми.
Независимо от необичайния външен вид, конструкцията на новите линкори се отличава с простота и рационалност. Корпуса е гладкопалубен, с практически вертикални, без завали, бордове. По протежение на целия корпус вървят горната, главната и средната (бронева) палуби. Долната и товарната (или палубата на платформата) са прекъснати в района на погребите и котелно-машинните отделения. Корпуса под броневата палуба се дели от 22 водонепроницаеми прегради.
В състава на лодките при началото на експлоатацията влизат два 15,2-м моторни полубаркаса, един 10,7-м моторен полубаркас, два 13,7-м моторни катера, два 9,8-м ветрилни катера, два 8,2-м велбота, една 9,1-м гичка, два 4,9-м ялика. При наличието на борда на адмирал с щаб допълнително се вземат една 9,1-м гичка, адмиралски катер и 4,1-м балсов сал.
Екипажа е от 1314 души, при служба на кораба в като флагмански – 1361 души.
устойчивост
Един от страничните ефекти от използването на системата за защита „всичко или нищо“ става увеличаването на устойчивостта. При разчета за необходимия запас устойчивост се отчитат последствията от повреди при бойна водоизместимост (максимално газене, кораба е напълно снаряжен, камерите за разсейване са запълнени с течност) и олекотено бойно състояние (запас гориво и вода за котлите на 50%, запаси 50%, камерите за разсейване запълнени). И в двата случая се приема, че краищата могат да бъдат повредени и напълнени с вода над междинната палуба, също да са наводнени бордовете над средната палуба в района на броневия пояс, отсеците на подводната защита да са невредими. В двата случая устойчивостта е положителна, но се намира „на предела“.
В резултат на това „Нелсън“ и „Родни“ имат най-голямата метацентрична височина от всички британски линкори. Това става причина за стремително бордово люлеене с къс период. На свой ред това отрицателно влияе на приборите за управление на огъня и изисква допълнителни мерки за тяхната доработка и стабилизация на визьорите.
мореходни качества
Корабите обладават относително неголям диаметър на тактическа циркулация – 613 м на пълен ход. При безветрие и на задни ходове кораба се управлява по-добре, отколкото линейните кораби от типа „Куин Елизабет“. Обаче поради голямата площ на корпуса и надстройката под въздействието на вятъра на малките ходове „нелсоните“ лесно се отклоняват от курса. Освен това, се отбелязва бавната реакция при преместването на руля. Един от командирите докладва, че при силен вятър кораба е невъзможно да бъде удържан под контрол на скорост под 10 възела.
средства за свръзка и сигнализация
Основните помещения за радиовръзка се намират под броневата палуба. Главната радиорубка се намира на междинната палуба непосредствено под гротмачтата. Проводника от главния предавател върви към поста зад гротмачтата, след това нагоре на 15,24 м към реята на грот-брам-стенгата, откъдето к две от опорите на платформата за управление на артилерийското зенитно въоръжение (УАЗО). Има също няколко приемащи антени и между основата на гротмачтата и звездообразния марс една маломощна антена. Втората радиорубка се намира на спардека под кърмовия пост за управление на стрелбата. От тази рубка излизат два проводника. Един към грот-брам-стенгата и е за предаващата антена. Вторият към марса и е за резервната маломощна антена. Под бойната рубка на междинната палуба се намира радиорубката за тактическо управление. От нея излизат три проводника по левия борд и един по десния. Четирите антени са опънати от горния мостик към поста за управление на зенитния огън.
На покрива на зенитния изчислителен пост е поставена радиостанция тип „71“, влизаща в системата за управление на стрелбата. Тя има една вертикална и една хоризонтална предаващи антени. Четирите приемни антени на типа „71“ се намират на платформите на 914-мм прожектори на комина и гротмачтата. Средновълновата пеленгаторна антена се намира между комина и мостика. Флажното устройство е типично за британския флот. Главният сигнален пост е разположен при основата на гротмачтата. Главната сигнална рея се намира под звездообразния марс. Поста за предаването на сигналите също се манира при основата на гротмачтата на спардека.
На платформи отстрани на комина и на гротмачтата са поставени четирите бойни 914-мм прожектора. Под прожекторните площадки се намират четирите поста за тяхното индивидуално управление и обслужване. На мостика има шест сигнални 457-мм прожектора. Освен това, на платформата за управление на артилерийското оръжие (УАО) има две сигнални лампи „Алдис“.
икономия на тегло при построяването
При построяването е постигната значителна икономия на тегло, това е достигнато основно за сметка на широкото използване на новата високоякостна стомана, т. нар. „стомана D“ (на английски: D-steel). Нейната якост се равнява на 5,82 – 6,93 т/см² против 4,09 – 4,72 т/см² при обикновената корабостроителна стомана. Това значи, че при сглобяването на корпуса може да се използва прокат с по-малка дебелина и, следователно, с по-ниско тегло. За „Нелсън“ икономията от проектната водоизместимост съставя около 2000 т, а за „Родни“ – 1600 т. Когато през януари 1926 г. оценъчно е определено, че стандартната водоизместимост ще състави 33 000 д. тона, е решено да се внесат в конструкцията ред изменения. Така например, запаса снаряди за главния калибър е увеличен от 95 до 100 снаряда на ствол. При това разширението на погребите е за сметка на намаляването на погребите за 152-мм и зенитните оръдия. Според данни от кренуването от 19 март 1927 г., оценъчната водоизместимост на „Нелсън“ съставлява 33 313 д. тона. Това позволява да се заменят едностволните зенитки с четири установки „Пом-Пом“ и да се поставят два самолета със снаряжението им. Водоизместимостта при това трябва да достигне 33 413 д. т. В публикуваните данни стандартната водоизместимост на „Нелсън“ съставлява 33 500 д. т, а за „Родни“ – 33 900 д. т.
| Разпределение на теглото, дълги тона | По проект, 1923 | „Нелсън“, 1927 | „Родни“, 1927 |
| ------------------------------------ | --------------- | -------------- | ------------- |
| Корпус                               | 14 248          | 13 073         | 13 167        |
| Оборудване                           | 1047            | 1172           | 1172          |
| Брониране                            | 10102           | 9528           | 9638          |
| Енергетична установка                | 2508            | 2500           | 2500          |
| Въоръжение                           | 6869            | 7308           | 7308          |
| Всичко, д. т                         | 34 774          | 33 581         | 33 785        |
| Всичко, т                            | 35 330,4        | 34 118,3       | 34 325,6      |

### Брониране
|  |

За разлика от всички предшестващи британски линкори, за новите линейни кораби е използвана схемата за защита „всичко или нищо“. Зад пределите на мощната бронева цитадела бронирането е сведено до минимум. През 1922 г. на дредноут „Сюпърб“ е изпитано бронирането, прието за проекта „О-3“. Тестовите стрелби показват, че на предполагаемите дистанции за артилерийски бой 172-мм палубна и 356-мм вертикална броня осигуряват защитата от 406-мм снаряд. Още повече, в болшинството случаи са достатъчни 108-мм палуба и 330-мм пояс. През такава преграда снаряда не може да проникне в цял вид с последващо детониране в дълбочина на корпуса. Взривът трябва да стане или при пробиването на бронята, или веднага след проникването вътре. За оценка на последствията от такова пробиване е детониран снаряд зад бордовата броня. Оценката на получените резултати напълно удовлетворява Адмиралтейството, и схемата за брониране при дадения лимит водоизместимост е призната за най-добрата от възможните.
Благодарение на оригиналната компоновка е значително съкратена дължината на тежкия броневи пояс и хоризонталната защита. Допълнително погребите се намират в най-широкото място на кораба, което осигурява по-надеждна конструктивна подводна защита.
- Сечения на линкора „Нелсън“
- По 297 шпангоут
- По 275 шпангоут
- По 253 шпангоут
- По 232 шпангоут
- По 190 шпангоут
- По 117 шпангоут

Главният броневи пояс е вътрешен и е поставен под ъгъл 18° спрямо вертикала. Пояса е разположен приблизително по средата между външната обшивка и противоторпедната преграда (ПТП). Счита се, че такова разположение ще позволи при разрив на снаряда на налягането да се разпространява в отсеците между бронята и борда. В сравнение с разположението на пояса по ПТП, далеч от борда, тази схема се счита за по-оптимална, тъй като при осигуряване на необходимата дълбочина на противоторпедната защита тя позволява да се съблюдава ширината на цитаделата, изисквана за осигуряване на бойната устойчивост. Но тази схема не е лишена и от недостатъци: тъй като плочите на не се допират в конструкцията на набора на корпуса, за тях крепленията искат собствен фундамент.
Пояса е набиран от плочи с височина 3,96 м. Той върви от носовия ръб на барбета на кула „А“ до кърмовата преграда на погребите за 152-мм оръдия. В района на погребите за главния калибър и централния пост дебелината на плочите съставлява 356 мм. Нататък към кърмата вървят плочи с 330-мм дебелина. Пояса се поставя на 12,7-мм обшивка от корабостроителна стомана. Неговите плочи са направени с колкото е възможно по-голяма ширина и се съединяват помежду си със специални шпонки. Горният край на пояса се опира на главната бронепалуба, а долният крайс се опира на отлят U-образен фундамент от бронирана стомана. Фундамента е разположен на скоса на палубата, опиращ се на противоторпедната преграда.
По горния ръб на пояса, на нивото на главната палуба, върви броневата палуба. В района на погребите за главния и спомагателния калибри тя е набрана от плочи с дебелина 159 мм на подложка от 12,7-мм стомана. Над котелните и машинните отделения тя е набрана от плочи с дебелина 92 мм на подложка от 12,7-мм стомана. В носовата част пояса се затваря с траверс с дебелина 305 мм. На нивото на долната палуба по носа има къса 0,9-м хоризонтална полица с дебелина 178 мм, и нататък на едно междупалубно пространство има траверс с дебелина 203 мм, прикриващ носовия погреб на главния калибър. Останалата носова част няма никакво брониране. В кърмата главният пояс се затваря от траверс с дебелина 254 мм, разполагащ се по височина между главната и средната палуби. Нататък към кърмата на нивото на средната палуба върви палуба със скосове, спускащи се до нивото на долния ръб на главния пояс. И хоризонталната част, и скосовете са направени от плочи броня със 108-мм дебелина на подложка от 12,7-мм стомана. За помещението на рулевите машини тази палуба завършва със 102-мм траверса.
Барбетите на кулите на главния калибър, както и пояса, се крепят за долна част на U-образни фундаменти и имат различна дебелина по височина и по сектори. Страничните стени на барбетите имат дебелина 381 мм. Близо към диаметралната плоскост, в местата, прикрити от надстройката или другите барбети, те изтъняват до 330 и 305 мм. Челната плоча кулите на главния калибър има дебелина 406 мм. Нейната ширина съставлява 8,53 м, а височината – 3,05 м. Оръдейните амбразури имат ширина 1,22 м и височина 2,29 м. Криволинейният преход към страничните стени кулите към кулите са направени от лята броня с дебелина 279 мм. Предната част на страничната стена на кулата има същата дебелина от 279 мм. Задните странични стени и тилната плоча на кулата имат дебелина 229 мм. В тилната плоча на кулите има 72 вентилационни отверстия с диаметър 114 мм, прикрити отвън от леки защитни козирки от бронева стомана. Пода на кулата зад пределите на барбета е усилен с плочи със 76-мм дебелина. Покрива на кулата се състои от пет плочи с дебелина 184 мм, със закрепване към опорите чрез болтове.
Кулите за средната артилерия и техните претоваръчни отделения са защитени с листове броня с дебелина 25,4 мм. Страничните стени на бойната рубка имат дебелина 356 мм, предната стенка е 305 мм, а задната – 254 мм. Покрива на рубката има дебелина 165 мм, а настила – 102 мм. Броневия кълпак над рубката се защитава от 76-мм броня, а неговата предна стена има 127-мм дебелина. Комуникационната тръба от рубката до броневата палуба се защитава от 152-мм броня. Димоходите са защитени отстрани от плочи с 229-мм дебелина, а техните предни и задни стени имат дебелина 203 – 179 мм. Мостиците и артилерийските постове имат противоосколъчни екрани от високоякостна стомана марки D.
Конструктивната противоторпедна защита е разработена на основата на проекта „G-3“ и е разчетена да противостои на торпедо с бойна част от 340 кг ТНТ заряд. Тя се състои от две камери – разширителна и поглъщаща и противоторпедна преграда. Противоторпедната преграда се състои от два слоя стомана D с дебелина по 19 мм. Горната част на ПТП отстои от обшивката на разстояние около 3 м. Камерата за поглъщане трябва да се пълни с течност. За това е нужно да се приемат 2870 тона задбордна вода, което увеличава газенето с 0,55 м и намалява скоростта с 0,5 възела. За икономия на гориво в мирно време тези отсеци са празни. В проекта „G-3“ е предвидена система за изпразване на приетата задбордна вода от камерите за разрушение с помощта на система за пресушаване със сгъстен въздух, аналогична на използваната при подводните лодки. Но в проекта за „Родни“, заради икономията на тегло, за изпомпване на водата се използват обикновени помпи. Те се използват и са пълненето с вода на камерата за поглъщане.
През 1922 г. системата на конструктивната подводна защита е изпитана на т. нар. „чатъмски сал“. Проведен е опит за подводен взрив с еквивалент 454 кг. Външната обшивка на отсека е разрушена, но противоторпедната преграда устоява, давайки малък теч. На основата на този опит е направен извода, че защитата може да издържи взрив не само на 340 кг, но и на 455 кг ТНТ. По резултатите на опита в конструкцията на подводната защита са въведени взривните клапани. В горната и долната части на външната стена на камерите за разрушение са направени клапани с кръгла форма. Такива клапани са направени в горната част на камерите за разширение, излизащи навън. Според замисъла при взрив през тези клапани трябва да излизат газообразните продукти от взрива и да се избутва вода, снижаваща енергията на взривните газове.
В сравнение с проекта „G-3“ височината на двойното дъно е намалена от 2,13 до 1,52 м, което отслабва защитата. Но последващите експерименти показват, че такава защита може да се счита за достатъчна за взривове под дъното на кораба.

### Въоръжение

#### Главен калибър
Линкорите от типа „Нелсън“ са въоръжени с девет 406-мм 45-калибрени оръдия Mk 1. Оръдията са поръчани на фирмата Армстронг още през 1921 г. за линейните крайцери „G-3“. Изначално оръдието е разчетено за стрелба със снаряди с тегло 1029 кг с начална скорост от 929 м/с. За новото оръдие британците избират несвойствената им комбинация „лек снаряд/висока скорост“. Тази концепция в периода на Първата световна война използват германските оръжейници. При 343- и 381-мм британски оръдия се използва концепцията „тежък снаряд/малка скорост“. След края на Първата световна война се разгарят спорове за това, чия концепция е по-добра. Проведени са редица изпитания, според резултатите от които се стига до извода, че от гледна точки на бронепробиваемостта и лекия, и тежкия снаряди са практически идентични. Обаче тежкият снаряд при попадение в дебела броня с отклонение от нормалата често се разрушава. По тази причина за новите оръдия е избран лекият снаряд, който още повече обладава по-настилна траектория.
На 15 март 1926 г. е проведено изпитание на първото готово оръдие. За новото оръдие с барутен заряд 238 кг снаряда има проектна начална скорост от 929 м/с. Обаче с всеки изстрел началната скорост на снаряда пада с 0,5 м/с, което свидетелства за повишено износване на ствола. Според разчетите живучестта на ствола не би надвишила 180 изстрела. Износа е свързан с биенето на късия снаряд с дълъг накрайник в ствола. Проблема се опитват да разрешат, снизявайки масата на заряда до 231 кг, изменяйки формата и намалявайки обема на камерата, също по-късно е използвана и нова форма на нарезите. Внесените изменения позволяват намаляването на износването на ствола – падането на началната скорост при всеки изстрел намалява до 0,35 м/с, а разчетната живучест се повишава до 200 изстрела.
Оръдията са разположени в три триоръдейни куполни установки Mk 1. Всичките три кули са поставени по линейно-терасовидната схема в носовата част на кораба. В британския флот за обозначаване на кулите се използват буквите от латинската азбука – първата кула се обозначава като „А“, втората „В“ и третата „Х“. Кула „В“ е разположена по-високо спрямо останалите кули на главния калибър.
Преди това британският флот използва двуоръдейни кули, за това конструкторите се сблъскват със сложности при компоновката на установките и подаването на боезапаса към средното оръдие. Голямо внимание е отделено на защитата на кулите от пожари, взривове и промъкване на фронта на пламъка в подкуполните отделения при попадения. В системата за подаване на боеприпаса са използвани голям брой пламенепроницаеми люкове и отвори. Снарядите и зарядите се подават в бойното отделение във вертикално положение. В горната и долната части на линията за подаване на зарядите с кордит има пламенепроницаеми капаци, а отстрани на подавъчните тръби се намират взривни клапани. Приетите мерки водят до това, че през по-голямата част от пътя при подаването им зарядите са скрити, намирайки се на открито място само в претоваръчното отделение между погребите и подемниците и непосредствено при оръдията.
Пламе- и водонепроницаемите квадратни отвори-въздушни шлюзове в зарядните погреби със сечение 457×457 мм имат защита от стоманени плочи. Самите погреби нямат взривни клапани, тъй като се счита, че това увеличава вероятността от влизането на фронта на пламъка в тях. В сравнение с проекта за кулите на „G-3“, с цел икономия на тегло, са направени следните изменения:
- В качество на работна течност в хидравличната система се използва вече вода вместо масло, което позволява да се поставят стоманени тръби вместо медни.
- В претоваръчното отделение разделните снарядни стелажи са заменени с три обединени стелажа, в които снарядите се завъртат на 90°. Счита се, че индивидуалните стелажи пречат на непрекъсваемостта в подаването на боезапаса, и само с използването на обединените стелажи всичките три оръдия могат да се зареждат едновременно.
- Вместо зарядни стелажи за подаване на барутните картузи във въртящата се част на кулите се използват кошови подемници. Това на свой ред повлича след себе си увеличаването на броя на персонала, тъй като сега подаването на барута от погребите в претоваръчното отделение се осъществява ръчно.
- Тъй като на снаряда е увеличена дебелината на водещите пръстени, това води до увеличаването на диаметъра на всички зарядни устройства.

Заводски изпитания на устройствата за подаване заедно с въртящите се части на кулите е невъзможно да се направят, за това всички проблеми са изявени вече след поставянето им на корабите в периода 1926 – 1927 г. Конструкцията е призната за не много удачна, но не я заменят напълно, поради високите разходи свързани с това. Редица от трудностите са преодолени, и на теория цикъла на стрелба на оръдията може да достига 30 с. На практика той е 35 сек при използването на подготвени боеприпаси и постепенно се увеличава до 50 с. При стрелба с пълни залпове средното оръдие стреля със задръжка, за да изключи взаимното влияние на дулните газове от съседните оръдия. Това води до още по-голямо забавяне в зареждането, и цикъла на стрелба се увеличава до 60 – 65 с.
На едно от съвещанията началника на управлението по морски въоръжения заявява, че той смята за възможно да се доведе скорострелността минимум до 40 сек за първите четири изстрела и 45 сек за последващите. При сравнение с 25 сек за 381-мм кули това изглежда не много впечатляващо.
През юли 1927 г. се проявява повишеното износване на куполните лагери при „Родни“. При това на вътрешния край на пътечката са открити деформации. Причината за тях смятат, че е увеличаването на теглото на кулите до 1480 тона и нарасналото странично налягане към леглото на купола, особено при вълнение. Първоначално ограничават скоростта на въртене на кулите. Но за окончателното отстраняване на проблемите в кулите е постановено специално вертикално легло с лагери, отстраняващо страничните колебания на кулата при въртене. Поставянето на лагерите е проведено от август 1928 до октомври 1929 г. на двата кораба.
Практическите стрелби изясняват проблем с влиянието на дулните газове. При стрелба право по хода от кули „А“ и „В“ се поврежда палубното оборудване, а в подпалубните помещения е невъзможно да се стои. При стрелба от кула „Х“ при кърмови ъгли се поврежда надстройката, а на мостиците е невъзможно да се стои, особено при стрелба с голямо възвишение на оръдията. В периода 1929 – 1930 г. по време на ремонтите са поставени специални щитове по горния и долния ръб на отверстията, намаляващи техните размери. Допълнително на компасната площадка е поставено остъкление. През ноември 1930 г. на изпитанията при стрелба остъклението се пръска на парчета, но щитовете остават, видимо, потвърждавайки своята ефективност. За намаляване на въздействията на дулните газове по мостиците допълнително под всяко отверстие са монтирани специални стоманени екрани-отразители. Но всички тези мерки не отстраняват проблема напълно, и единственото решение става ограничението на секторите за стрелба в мирно време.
По проект максималният запас съставлява на ствол по 95 бронебойни и 10 учебни снаряда. При влизането на корабите в строй той е 100 бронебойни и 10 учебни, но в мирно време боезапаса не надвишава 80 снаряда на ствол.

#### Артилерия на средния калибър
От проекта „G-3“ новите британски линкори наследяват и средният калибър от дванадесет 152-мм 50-калибрени оръдия Mk. XXII, разположени в двуоръдейните кули Mk.XVIII. Кулите са групирани по три побордно в кърмовия край. Такова разположение позволява да няма оръдия в зоната на действие на дулните газове на главния калибър, обаче сега при неудачно стечение на обстоятелствата всички оръдия на средния калибър по единия борд могат да бъдат извадени от строй е едно-две попадения.
Зареждането на оръдията е разделно. Погребите за 152-мм оръдия се намират зад котелните отделения. Претоваръчните отделения на кулите се намират на главната палуба, подаването на снарядите от погребите се осъществява с бутащи подемници, а калъфите „Clarkson“ със зарядите – от верижен подемник тип „бесконечна лента“.
В качеството на прототип за новите двуоръдейни кули Mk.XVIII са взети кулите Mk.XVII от лекия крайцер „Ентърпрайз“. Основната разлика спрямо прототипа стават по-дългите системи за подаване на боеприпаси и възможността за стрелба при ъгъл на възвишение 60° против 40° на прототипа. Последното теоретически позволява да се използва артилерията на средния калибър за стрелба по самолети. Кулите за „Нелсън“ са произведени от фирмата „Армстронг“, за „Родни“ – от фирмата „Викерс“.
По проект максималният боен запас на ствол съставлява 168 фугасни и 20 учебни снаряда, плюс 72 димни на кораб. Максималният боезапас при влизането в строй съставя 135 полубронебойни с наконечник, 15 фугасни и 24 учебни снаряда, плюс 72 димни за целия кораб. Обичайният запас в мирно време съставлява по 100 снаряда на ствол.
За учебните стрелби в кулите се поставят дванадесет 3-фунтови ствола.
| Основни ТТХ на използваните оръдия                            | Основни ТТХ на използваните оръдия | Основни ТТХ на използваните оръдия | Основни ТТХ на използваните оръдия | Основни ТТХ на използваните оръдия | Основни ТТХ на използваните оръдия | Основни ТТХ на използваните оръдия | Основни ТТХ на използваните оръдия | Основни ТТХ на използваните оръдия | Основни ТТХ на използваните оръдия |
| Оръдие                                                        | 16"/45 Mark I                      | 6"/50 BL Mark XXII                 | 4.7"/40 QF Mark VIII               | Vickers 2-pdr QF Mark II           | Vickers 2-pdr Mark VIII            | Vickers 2-pdr Mark VIII            | 40 mm/56.3 QF Mark I               | 20 mm/70 Mark I                    | 20 mm/70 Mark I                    |
| ------------------------------------------------------------- | ---------------------------------- | ---------------------------------- | ---------------------------------- | ---------------------------------- | ---------------------------------- | ---------------------------------- | ---------------------------------- | ---------------------------------- | ---------------------------------- |
| Калибър/дължина на ствола, калибра                            | 406-мм/45                          | 152-мм/50                          | 120-мм/40                          | 40-мм/39                           | 40-мм/39                           | 40-мм/39                           | 40-мм/56                           | 20-мм/70                           | 20-мм/70                           |
| Година на разработване                                        | 1922                               | 1921                               | 1925                               | 1914                               | 1923                               | 1923                               | 1941                               | 1939                               | 1939                               |
| Маса на оръдието без затвора (със затвора), кг                | 107 700                            | 8992                               | 3010                               | (249)                              | (259,5)                            | (259,5)                            | (508)                              | 20,865                             | 20,865                             |
| скорострелност изстрела/минута, теоретична                    | 1,5                                | 5                                  | 15                                 | 200                                | 115                                | 115                                | 120                                | 450                                | 450                                |
| практическа                                                   |                                    | 4                                  | 8 – 12                             | 50 – 75                            | 96 – 98                            | 96 – 98                            |                                    | 250 – 320                          | 250 – 320                          |
| Тип зареждане                                                 | картузно                           | картузно                           | унитарно                           | унитарно                           | унитарно                           | унитарно                           | унитарно                           | унитарно                           | унитарно                           |
| Маса на заряда, кг                                            | 224,5 кг SC280                     | 14,1 кг SC 150                     | 4,63 кг SC103                      | 0,11 кг HSCT/K 134 – 055           | 0,13 кг HSCT/K 134 – 055           | 0,13 кг HSCT/K 134 – 055           | 0,248 кг Cordite W                 | 0,029 кг NC                        | 0,029 кг NC                        |
| Тип на снаряда                                                | бронебоен AP Mark IB               | комън CPBC Mark XXVB               | фугасен                            | фугасен HE LV                      | фугасен HE HV                      | фугасен HE HV                      | фугасен                            | фугасен                            | фугасен                            |
| Маса на снаряда, кг                                           | 929                                | 45,36                              | 22,68                              | 0,9                                | 0,764                              | 0,764                              | 0,894                              | 0,123                              | 0,123                              |
| Начална скорост, м/с                                          | 788                                | 898                                | 749                                | 585                                | 732                                | 732                                | 829                                | 844                                | 844                                |
| Живучест на ствола, изстрела                                  | 200 – 250                          | 600                                | 1050 – 1200                        | 5000                               | 7200                               | 7200                               | 9500                               | 9000                               | 9000                               |
| Максимална далечина на стрелбата, м                           | 34 750                             | 23 590                             | 14 780                             | 3475                               | 6220                               | 6220                               | 9830                               | 4389                               | 4389                               |
| ефективна, м                                                  |                                    |                                    |                                    | 1100                               | 1555                               | 1555                               | 2700 – 3200                        | 915                                | 915                                |
| досегаемост по височина, м                                    |                                    |                                    | 9750                               |                                    | 3960                               | 3960                               | 7160                               | 3048                               | 3048                               |
| Установка                                                     |                                    |                                    |                                    |                                    |                                    |                                    |                                    |                                    |                                    |
| Обозначение                                                   | Mark I                             | Mark XVIII                         | HA Mark XII                        | Mark II HA                         | Mark V                             | Mark VII                           | US Mk II                           | Mark I                             | Mark IX?                           |
| Брой стволове                                                 | 3                                  | 2                                  | 1                                  | 1                                  | 8                                  | 4                                  | 4                                  | 1                                  | 2                                  |
| Маса на въртящата се част, т                                  | 1503,68                            | 76,204                             | 12,561                             | 0,711                              | 15,3                               | 8,7                                | 10,6                               | 0,520?                             | 1,248                              |
| Ъгли на възвишение                                            | −3 / +40                           | −5 / +60                           | −5 / +90                           | −5 / +80                           | −10 / +80                          | −10 / +80                          |                                    | −5 / 85                            | −5 / 85                            |
| Скорост на насочване вертикална/хоризонтална, градуса/секунда | 10 / 4                             | 8 / 5                              | 10/10                              | ръчно                              | 15/15                              | 25/25                              |                                    | ръчно                              | ръчно                              |

#### Зенитна артилерия
В качеството на зенитни оръдия с далечен обсег на действие освен 152-мм оръдия се използват шест 120-мм 43-калибрени оръдия Mk.VIII. Те са поставени на незащитените лафети Mk.XII с ъгъл на възвишение до 90°. Две оръдия се намират на юта, и четири – отстрани на кърмовата надстройка. Те са с добри ъгли на обстрела, но не са изпълнени изискванията на „Комисията по ПВО на бойните кораби“, и вместо четири оръдия във всеки сектор на стрелба новите линкори имат по три, а в някои от секторите само по две оръдия. На теория направо по носа могат да стрелят всичките четири оръдия, разположени по борсовете на надстройката. Но фактически, ако самолета пресича курса на кораба, целта е необходимо да се предава от оръдия по единия борд към оръдията на другия борд. По кърмата могат да стрелят всички шест оръдия, при това оръдията, разположени на юта, припокриват кърмовия сектор на 41 градуса по противоположния борд. За учебни стрелби към всяко оръдие е придаден 2-фунтов ствол.
Максималният боезапас по проект съставлява 211 снаряда на ствол и още допълнително 20 димни за целия кораб. По бойна готовност максималният боезапас съставлява по 175 фугасни снаряда на ствол и на кораб 150 осветителни и 20 димни трасиращи. Обичайно боезапаса в мирно време не превишава 100 снаряда на ствол.
Щатното зенитно въоръжение с близък радиус на трябва да съставляват четири 40-мм осемстволни автомата „Пом-пом“. Но към момента на въвеждането им в строй установките не са готови, и на линкорите временно вместо тях са поставени осем едностволни 2-фунтови (40-мм) зенитки Mk.II. Четири зенитки стоят отстрани на мостика на нивото на бойната рубка, още четири – на кърмовата надстройка.
Освен това, в състава на въоръженията в началото на експлоатацията влизат четири 3-фунтови салютни оръдия „Хочкис“, едно 12-фунтово скорострелно десантно оръдие, 10 7,62-мм зенитни картечници „Люис“ на пет сдвоени лафета, още четири такива картечници на единични лафети и пет 7,62-мм зенитни картечници „Викерс“ на лафети.
По време на Втората световна война състава на зенитното въоръжение постоянно се увеличава и към края на войната е чувствително усилен.

#### Торпедно и противоминно въоръжение
Новите линкори стават първите и единствени кораби в кралския флот, с въоръжение торпедата Mk.I калибър 622 мм. Торпедото има тегло 2552 кг и бойна част от 337 кг ТНТ. При скорост от 35 възела торпедото за 12 минути 51 секунди може да измине 13,7 км, а на 30 възела – за 20 минути 27,5 км. Двата подводни странични торпедни апарата са разположени в носовия край извън бронираната цитадела. На скоростните кораби, за да не се заклини торпедото в торпедния апарат от насрещните потоци вода, преди изстрела от торпедния апарат се изважда специална направляваща. Обаче при това торпедото може да се заклещи в апарата при прекалено голямо бордово или килово люлеене. На „Нелсън“ и „Родни“ този проблем е решен за сметка на това, че тяхната скорост не е голяма и торпедните апарати са разположени под неголям ъгъл спрямо диаметралната плоскост. Това позволява, в т.ч., да се откажат от подвижната направляваща. Обичайният боезапас в мирно време съставлява 10 торпеда Mk.I.
В състава на въоръжението на линкорите влизат 4 паравана тип В.V. При това първоначално се използват параваните тип В.III**, до изчерпването на техния запас в складовете.

#### Прибори за управление на стрелбата
Управлението на стрелбата с главния калибър се осъществява от носовата и кърмовата бойни рубки. Във всяка рубка има командно-далекомерен пост (КДП) с 4,57-м далекомер. Допълнително всяка кула на главния калибър има 12,5-метров далекомер. Има също и резервен пост за управление на стрелбата в брониран купол на покрива на носовата бойна рубка. Той няма свой далекомер и получава данни за далечината от куполните далекомери.
Управлението на стрелбата със средния калибър се осъществява с помощта на разположените по бордовете от КДП на главния калибър четири КДП с 3,65-м далекомери. Всички КДП за средния и главния калибри имат хидравлично задвижване.
Под броневата палуба се разполага централният артилерийски пост (ЦАП). В него се намира системата за контрол и управление на стрелбата и предаването на данни адмиралтейски тип Mk.I (модифицирана версия на „масичката на Дрейер“) и два указателя от типа „S“ за управление на огъня на средния калибър.
Свръзката между ЦАП, бойните рубки и всички постове се осъществява посредством система за предаване „асинхронен тип“. За разлика от предходната система „стъпка по стъпка“ данните за целеуказанието се предават на голям брой постове, а при предаването на целеуказанията от един команден пост на друг не се изисква проверка за синхронност на предаваните данни. Също така новата система не изисква ново настройване при загуба на електронапрежение в електрическата мрежа. Като цяло системата е по-скъпа, и поради нейната сложност съществуват опасения за нейната надеждност. При експлоатацията става ясно, че новата система при работа на голяма скорост обладава по-малка точност, отколкото старата.
Допълнително на платформа при постовете за управление на стрелбата има два тактически 2,74-м далекомера. Също има шест пеленгатора (сигнализатори за облъчване) – по два на компасната площадка, на командирския и адмиралския мостици.
За управление на бойните прожектори има четири прибора „Evershed“ – по два на платформата на постовете за управление на стрелбата и на командирския мостик. Още два прибора „Evershed“ на командирския мостик се използват за насочване при стрелба с осветителни снаряди.
За управление на зенитния огън зад надстройката на нивото на другите постове за управление на стрелбата се намира специална рубка. На платформа над рубката, по бордовете, се намират двата открити поста. В средата на платформата се намира 3,65-м зенитен далекомер, визьор система „Evershed“ и указатели за изменението на пеленга на целта. Изчислителният пост за зенитната стрелба се намира в съседство с рубката.
За управлението на торпедната стрелба са предназначени два поста отстрани на комина. Всеки от тях е снабден с 4,57-м далекомер. Визьорите за торпедна стрелба се намират отстрани на платформата на адмиралския мостик.

#### Радиотехнически средства
Към началото на войната на въоръжение на линкоририте започват да се появяват радари. Състава на радиолокационните станции (РЛС) постоянно се сменя и се увеличава според степента на тяхното развитие. Първи са поставени РЛС с метров диапазон за засичане на въздушни цели. След това са поставени станции със сантиметров диапазон – артилерийски РЛС и РЛС за засичане на надводни цели. През 1943 г. немците разработват управляемите авиобомби. Те се управляват по радио, за това за срив на тяхното насочване на корабите от кралския флот са поставени системите за генериране на смущения от типа „650“, заглушаващи управляващия сигнал.
| Основни ТТХ на използваните радиотехнически средства | Основни ТТХ на използваните радиотехнически средства | Основни ТТХ на използваните радиотехнически средства | Основни ТТХ на използваните радиотехнически средства | Основни ТТХ на използваните радиотехнически средства                    | Основни ТТХ на използваните радиотехнически средства | Основни ТТХ на използваните радиотехнически средства | Основни ТТХ на използваните радиотехнически средства | Основни ТТХ на използваните радиотехнически средства | Основни ТТХ на използваните радиотехнически средства |
| Станция                                              | Дължина на вълната                                   | Мощност на сигнала, кВт                              | Далечина на засичане, мили                           | Предназначение                                                          | „Родни“                                              | „Родни“                                              | „Родни“                                              | „Нелсън“                                             | „Нелсън“                                             |
| Станция                                              | Дължина на вълната                                   | Мощност на сигнала, кВт                              | Далечина на засичане, мили                           | Предназначение                                                          | септември 1941                                       | юни 1942                                             | края на 1944                                         | май 1942                                             | края на 1944                                         |
| ---------------------------------------------------- | ---------------------------------------------------- | ---------------------------------------------------- | ---------------------------------------------------- | ----------------------------------------------------------------------- | ---------------------------------------------------- | ---------------------------------------------------- | ---------------------------------------------------- | ---------------------------------------------------- | ---------------------------------------------------- |
| тип 271                                              | 10 см                                                | 5 – 90                                               | 10 – 25                                              | РЛС за надводни цели                                                    | 1                                                    |                                                      |                                                      |                                                      |                                                      |
| тип 273                                              | 10 см                                                | 5 – 90                                               | 10 – 25                                              | РЛС за надводни цели                                                    |                                                      | 1                                                    |                                                      |                                                      |                                                      |
| тип 79                                               | 7 м                                                  | 70                                                   | 60                                                   | РЛС за въздушни цели                                                    |                                                      |                                                      |                                                      |                                                      |                                                      |
| тип 279                                              | 7 м                                                  | 70                                                   | 100                                                  | РЛС за въздушни цели                                                    |                                                      |                                                      |                                                      |                                                      |                                                      |
| тип 281                                              | 3,5 – 4 м                                            | 350                                                  | 120                                                  | РЛС за въздушни цели                                                    | 1                                                    | 1                                                    | 1                                                    | 1                                                    | 1                                                    |
| тип 240                                              |                                                      |                                                      |                                                      | Система за разпознаване „свой-чужд“. Антена над антената за РЛС тип 281 |                                                      |                                                      | 1                                                    |                                                      | 1                                                    |
| тип 282                                              | 50 см                                                | 25                                                   | 3,5                                                  | артилерийски радар за МЗА                                               |                                                      | 5                                                    | 5?                                                   | 5                                                    | 2?                                                   |
| тип 283                                              | 50 см                                                | 25                                                   | 8,5                                                  | РЛС за водене на заградителен огън                                      |                                                      | 4                                                    | 4                                                    | 4                                                    | 4                                                    |
| тип 284                                              | 50 см                                                | 25                                                   | 10                                                   | артилерийски радар за ГК                                                | 1                                                    | 1                                                    | 1                                                    | 1                                                    | 1                                                    |
| тип 285                                              | 50 см                                                | 25                                                   | 8,5                                                  | артилерийски радар за ЗА с далечен радиус                               |                                                      | 1                                                    | 1                                                    | 2                                                    | 2                                                    |
| тип 650                                              |                                                      |                                                      |                                                      | Система за генериране на смущения                                       |                                                      |                                                      | 1                                                    |                                                      | 1                                                    |

#### Авиационно въоръжение
По проект линкорите от типа „Нелсън“ не носят авиационно въоръжение и влизат в строй без него. В края на 1930-те години е планирана обширна модернизация на линкорите, в хода на която и поставянето на хидросамолет и стартов катапулт. Разглеждат се два варианта за тяхното разполагане. В първия вариант се планира направата на самолетен хангар и катапулт на спардека. По втория вариант катапулта се поставя на покрива на издигнатата кула „Х“, и самолета се разполага непосредствено на него.
Планираната модернизация не е направена в пълен обем до началото на войната, и катапулт на кула „Х“ получава само „Родни“ по време на ремонта в периода септември – ноември 1938 г. За качването на хидросамолета от водата по левия борд от надстройката е монтиран кран. В качеството на бордов хидросамолет се използва летящата лодка „Супермарин Валрус“. Максималната маса на излитане на самолета съставлява 3650 кг. Крейсерската му скорост е 154 км/ч на височина 2000 м. Бойният радиус съставлява 266 км. По време на войната възниква потребност от усилване на зенитното въоръжение, и място за него се търси навсякъде, където е възможно. За това в крайна сметка покрива на кула „Х“ е освободена за допълнителните зенитни автомати, и по време на ремонта от 14 до 31 май 1943 г. в Плимът катапулта е демонтиран.

### Енергетична установка
Основният проблем при разработката на силовата установка е изискването проекта да се вмести в строгите ограничения по водоизместимост. Според разчетите за достигането на 23 възела може да се използва двувална установка с винтове голям диаметър и скорост на втртене около 160 оборота в минута. При разглеждането на проекта „О-3“ са обсъдени три варианта:
- „А“ – двувална установка, по компоновка подобна на проекта „N-3“. Осем котела. Машинните отделения пред котелните, честота на въртене на пълен ход 150 оборота в минута.
- „Б“ – двувална установка с разположение на котелните отделения по стандартната схема пред машинните отделения. Осем котела, честота на въртене на пълен ход 160 оборота в минута.
- „В“ – четиривална турбоелектрическа установка. Максимална честота на въртене 220 оборота в минута.

Варианта „В“ е достатъчно бързо отхвърлен. При класическата компоновка варианта „Б“ заема по-малко място и е по-лек. Но при компоновката от проекта „О-3“ става печеливш варианта „А“. Предварителните разчети показват, че масата на двувалната силова установка с мощност 45 000 к.с. и скорост на въртене на валовете от 160 об/мин на максимален ход ще състави 2000 дълги тона (2032 т). На 5 януари 1922 г. след съвместното обсъждане на DNC и началника на инженерния департамент (на английски: Engineer in Chief) и е избран този вариант. Включая спомагателните механизми, теглото на енергетичната установка не трябва да надвишава 2000 д. т.
След по-детайлни разчети прогнозируемата маса на установката започва да се увеличава. Към 9 февруари нейното тегло достига 2030 д. тона, а към 19 май – вече 2080 д. тона (2113 т). На 30 май главният корабостроител моли началника на инженерния отдел да разгледа за възможности за намаляване на теглото на установката. На 30 юни той отговаря, че теглото е възможно да се намали само за сметка на увеличаването на скоростта на въртене на винтовете до 180 – 200 об/мин. При това малко пада КПД на винтовете, за сметка на това масата на установката се снижава до нужната стойност. От реализираненето на тази идея се отказват.
Проведена е работа за икономия на тегло, и през септември 1922 г. в окончателния проект за енергетичната установка нейната маса съставя 2054 д. тона (2087 т). Снижението на теглото е проведено за сметка на намаляване на теглото на спомагателното оборудване, с използването на алуминиеви сплави и съхранение на брега, а не на борда, на подемните механизми за монтаж на турбините. Разглеждан е вариант за отказ от установката за подогряване на нефта. Някои сортове нефт изискват разгряване на нефта преди използването му, и това оборудване тежи около 30 т. Но това предложение не е реализирано.
Линкорите от типа „Нелсън“ получават двувална силова установка със задвижване от турбинните агрегати тип „Браун-Къртис“ с използването на едностепенен редуктор. На всеки вал работят турбина за високо налягане за преден ход и турбина ниско налягане за преден и заден ход. Парата се подава към турбините високо налягане под налягане 14,1 атм. при температура на прегряване 166°С. Отделни крайцерски турбини няма. За икономия на гориво при крайцерски ход на всяка турбина високо налягане е поставена специална степен за крайцерски ход. Диаметъра на трилопастните винтове съставлява 5,03 метра със стъпка 5,94 м. Проектната мощност на механизмите е 45 000 к.с., което според разчетите позволява да се развият 23 възела при 160 оборота в минута на винтовете. При експлоатацията в условията на открито море максималната мощност се ограничава на 40 500 к.с., което позволява да се развият 22 възела. Машинната установка е разположена пред котелните отделения и заема два отсека. Това е обусловено от нейните по-големи габарити в сравнение с котелните отделения и желанието да се осигури максимално възможната дълбочина на подводната конструктивна защита. В предния отсек се намират турбините, в задния – редукторите. Всеки отсек се дели от надлъжна преграда на две отделения по десния и левия борд.
Па́ра установката получава от осем водотръбни котела адмиралтейски тип. Всеки котел има три барабана и паропрегревател. Максималното налягане на парата съставя 17,5 атм. Котлите са разбити на две групи, всяка в свой отсек. Всеки отсек също е разделен от надлъжна преграда на две отделения, с разполагане по един котел около предната и задната стена. Разполагането на котелните отделения зад машинните, освен всичко останало, позволява да се премести комина колкото е въможно по-далеч от кулите на главния калибър и надстройката, което трябва да намали задимяването на приборите за управление на артилерийския огън. Но на практика се оказва, че комина е недостатъчно висок, и при определени условия дима все така отива към мостиците.
В проекта на новите линкори е значително увеличено количеството оборудване захранвано от електроенергия вместо пара. Във финалния проект се налага намаляването на броя на електрогенераторите от осем на шест, с мощност по 300 кВт всеки. Четири от тях чрез зъбна предавка се задвижват от турбините, още два имат задвижване от дизели.
„Нелсън“ провежда ходовите си изпитания на 21 и 28 май на мерната миля Уестлу (на английски: WestLooe) в Корнуол. На 24 май при водоизместимост 33 636 т, при достигната мощност 46 031 к.с., той развива скорост от 23,55 възела. На 10 август 1927 г. линкора е предаден на флота и на 15 август влиза в състава на Атлантическия флот.
„Родни“ провежда изпитания на същата мерна миля и на 7 септември 1927 г. развива скорост от 23,8 възела при мощност 45 614 к.с. и водоизместимост 33 660 т. Той влиза в строй на 7 декември 1927 г., ставайки флагман на Атлантическия флот.
При бойна водоизместимост запаса гориво съставлява 3807 д. тона (3868 т) за „Нелсън“ и 3770 д. тона (3830 т) за „Родни“. Запаса дизелово гориво съставлява 162 д. тона (164,6 т), за „Нелсън“ и 161 д. тона (163,6 т) за „Родни“. Разхода на гориво е 16 д. тона на час (16,25 т/час) на пълен ход и 7,5 д. тона (7,62 т) на скорост от 16 възела. Запаса гориво според разчетите трябва да стигне за 5000 мили на пълен ход и 7000 мили на 16 възела.

## Модернизации в мирно време
До 1936 г. модернизации се правят на двата линкора почти едновременно, и разликите помежду им са минимални. В началото на 1930-те години започва разработката за проекти нови линкори и се провеждат обширни експерименти с различни схеми на брониране. През 1931 г. по време на опитното разстрелване на дредноута „Имперор оф Индия“ снаряд се взривява на обшивката на борда под броневия пояс. Взрива води до обширни повреди, поради което е направен извода за необходимостта да се разработи защита от гмуркащите се снаряди за линкорите от типа „Нелсън“. Предложено е да се постави долен броневи пояс, който да представлява брониран скос на палубата. Също е предложено да се защити носовия край, бронирайки мединната палуба.
Зенитното въоръжение също е решено да се усили за сметка на свалянето на 152-мм оръдия и поставянето на един от три варианта за въоръжение:
- по четири сдвоени 133-мм универсални установки на всеки борд, два допълнителни автомата „Пом-Пом“ и катапулт за хидросамолети на кула „Х“;
- по пет сдвоени 114-мм универсални оръдия на всеки борд, два допълнителни автомата „Пом-Пом“, самолетен хангар и катапулт на спардека;
- по три сдвоени 133-мм универсални установки на всеки борд, два допълнителни автомата „Пом-Пом“, катапулт на кула „Х“.

Провеждането на обширна модернизация преди 1940 г. е невъзможно, за това решават да се ограничат с поставянето на допълнителното брониране по време на основния ремонта в периода 1937 – 1938 г. Общата сметка на разходите се оценява на 330 000 фунта стерлинги. Обаче корабостроителниците са силно натоварени, и работите са започнати само по „Нелсън“, а за „Родни“, през декември 1938 г., е решено да се отложат работите.
Но и на „Нелсън“ пълният обем работи по усилване на бронирането не е проведен докрай, ограничени само с поставянето на допълнително брониране в носовия край. По време на ремонта в Портсмът, от края на 1937 до януари 1938 г., на междинната палуба са настлани слоеве плочи с дебелина 70 и 76 мм. За непосредствена защита на погребите на палубата платформа от 80 до 84 шпангоут е поставен слой 102-мм плочи и е поставена по 80 шпангоут надлъжна преграда.
Всичко преди войната са проведени следните модернизации и изменения във външния вид.

### „Нелсън“
При влизането в строй през 1927 г.
Два реда прозорци на нивото на капитанския мостик, адмиралският мостик е преместен към кърмата по отношение на капитанския. Поставени са 8 едностволни 40-мм зенитки – четири на платформата на нивото на бойната рубка, четири в кърмата на лодъчната палуба.
1930 г.
Вместо стария зенитен директор е поставен новият HACS Mk I. Формата на платформата за управление на артилерийското зенитно оръжие (УАЗО) е изменена от ромбовидна на закръглена. Направена е нова компасна платформа на нивото на адмиралския мостик, което го разширява до предния край на надстройката. Горният край на прозорците на капитанския мостик е затворен. Под долните прозорци на надстройката са поставени екрани за отразяване на дулните газове. По бордовете на надстройката под прозорците на капитанския мостик са направени нешироки спонсони.
1931 – 1932 г.
На надстройката на мостика е поставен 2,74-м далекомер. Радиостанцията „тип 71.FM“ е заменена с „тип 75“.
1933 г.
Добавени са трапове в долната част на надстройката.
1934 г.
Демонтиран е директора за торпедната стрелба по десния борд, на негово мясте е монтирана осемстволна установка Mk.V с 40-мм зенитни автомати „Пом-Пом“. Едностволните 40-мм автомати са свалени. По десния борд на надстройката при долната част на рубката е направен спонсон. Антената за радиопеленгатора е поставена на брам-стенгата на фокмачтата. Директора Mk I за зенитните автомати „Пом-Пом“ е поставен на платформата за управление на артилерийското оръжие (УАО).
1935 г.
От вътрешния прожекторен мостик са снети 18-дюймовите сигнални прожектори. В задната част на платформата за УАО е поставена голяма рубка. По левия борд от надстройката на горната палуба е поставен кран за авиационните изпитания, оставен след техния край. По задните ъгли на надстройката, на нивото на прожекторния мостик, са направени платформи с поставянето на всяка на 12,7-мм картечници в четиристволната установка Mk I.
1936 г.
36-дюймовите бойни прожектори са заменени с 44-дюймови.
1937 г.
Платформата за УАО е удължена напред до нивото на останалите мостици. Торпедният директор на левия борд е свален, на негово място е поставена осемстволна установка Mk.V с 40-мм зенитни автомати „Пом-Пом“. Временно на предната 120-мм установка по левия борд е поставен щит, който е снет към март 1938 г. Буквите „NE“ са нанесени на покрива на кула „Х“. Боядисани са към септември 1939 г. На кула „В“ са нанесени опознавателните знаци за неутралитет – червени, бели и сини черти.
юни 1937 – януари 1938 г.
Ремонт в Портсмът. Рулевият механизъм е доработен с цел получаване на по-голяма устойчивост към подводни взривове. Настелено е допълнително брониране на междинната палуба в носовия край. На зенитната платформа са снети директора HACS Mk I и зенитния изчислителен пост, който е пренесен в отсек под броневата палуба. Поставени са два зенитни директора HACS Mk III. Предният е разположен над задния. Самата зенитна платформа, за разполагането на новите директори, е разширена. Разширена е и платформата за УАО, вече тя завършва в носовата част наравно с низжележащите мостици. Премена е окраската на лодките.

### „Родни“
1927 г., при построяването
2 реда прозорци на капитанския мостик. Адмиралския мостик в задната част на надстройката. Поставени са 8 едностволни 40-мм автомата: четири на платформа отстрани на надстройката, 4 в кърмовата част на лодъчната палуба.
1930 г.
На платформата за УАЗО е поставен нов зенитен директор HACS Mk I вместо стария зенитен директор. Формата на платформата за УАЗО вместо ромбовидна става закръглена.
1931 г.
Горната редица прозорци на капитанския мостик е зашит с листов материал, под долния ред прозорци са поставени разсекатели за дулните газове.
1931 – 1932 г.
Радиостанцията „тип 71.FM“ е заменена с „тип 75“.
1932 г.
2,74-м („9-футов“) далекомер е поставен в задната част на платформата за УАО. При основата на надстройката зад бойната рубка е поставен спонсон. Никакво оборудване няма разположено на него. В стената на надстройката зад него е направен триъгълен прорез. Свален е КДП за торпедното въоръжение на десния борд. На негово място е поставена осемстволна установка Mk V с 40-мм автомати „Пом-Пом“. Едностволните 40-мм автомати са снети.
1934 г.
На платформата за УАО са поставени директори Mk I за управление на „Пом-Помите“.
1935 г.
Далекомерната площадка на платформата за УАО е разширена към кърмата. Снет е КДП за торпедното въоръжение на левия борд. На негово място е монтирана осемстволна установка Mk V с 40-мм автомати „Пом-Пом“. По кърмовите ъгли на надстройката на нивото на прожекторната платформа, на спонсони, са монтирани две четиристволни установки Mk II с 12,7 мм картечници.
1936 г.
Открита компасна платформа е направена над предишната покрита, пред прозорците на адмиралски мостик. Пред прозорците на адмиралския мостик са поставени разсекатели на вятъра. Вътрешните сигнални 457-мм прожектора са снети от прожекторната платформа. 914-мм бойни прожектори са заменени с 1117-мм.
1937 г.
В качеството на опознавателни знаци на неутрален на кула „В“ са нанесени червени, бели и светло сини черти.
Септември – ноември 1938 г.
Рулевия механизъм е усилен с цел по-добро противостояние на подводни взривове. На прозорците на капитанския мостик, в долната част, са поставени щитчета, намаляващи размера им. Снета е брам-стенгата от гротмачтата. Поставена е фокмачта на платформата за УАЗО. Поставен е катапулт на кула „Х“. За работа с хидросамолетите е поставен кран на горната палуба по левия борд от надстройката. На юта е поставена осемстволна установка Mk VI с автомати „Пом-Пом“. На топовете на фок и гротмачтите са поставени антените за радара за въздушни цели тип „79Y“ – първият радар на британски линкор.
Равносметка от модернизациите
Към 1939 г. за управление на огъня на главния калибър на двата линкора стоят два закрити КДП и един изчислителен пост на системата Mk.I. За управление на стрелбата на средния калибър стоят четири КДП и четири целеуказателя тип „S“. За управление на стрелбата с автоматите „Пом-Пом“ стоят два поста със системата за управление на стрелбата тип „Mk.I*“. За управление на огъня на зенитките на „Нелсън“ има система за управление на стрелбата „Mk.III*“, а на „Родни“ тип „Mk.I“.

## Модернизации във военно време
При указването на разположението на 20-мм оръдия, ако се броя е по-голям, от една установка, значи, че половината е поставена по десния борд, а другата – по левия. Зенитните установки, разположени вътре в „чашата“, образувана от кръглата стена, са отбелязани със знака (С).
Измененията в окраската са провеждани по време на текущите ремонти и за това са дадени заедно с описанието на модернизацията. В описанието схемите на окраска са дадени с кодовете на цветовете, използвание в кралския военноморски флот на Великобритания. Тяхната палитра и название са приведени в слдната таблица:
| Цветове, използвани при окраската на линкорите от типа „Нелсън“ | Цветове, използвани при окраската на линкорите от типа „Нелсън“ | Цветове, използвани при окраската на линкорите от типа „Нелсън“ | Цветове, използвани при окраската на линкорите от типа „Нелсън“ |
| Код цвета                                                       | Название (англ.)                                                | Название (бълг.)                                                | Палитра                                                         |
| --------------------------------------------------------------- | --------------------------------------------------------------- | --------------------------------------------------------------- | --------------------------------------------------------------- |
| 507A/G10                                                        | dark grey/battleship grey                                       | тъмносив                                                        |                                                                 |
| 507B/MS3                                                        | medium grey/ medium grey green                                  | сив/сивозелен                                                   |                                                                 |
| 507C/G45                                                        | light grey                                                      | светлосив                                                       |                                                                 |
| B5                                                              | blue grey                                                       | сивосин                                                         |                                                                 |
| B6                                                              | mid-grey                                                        | светлосив                                                       |                                                                 |
| MS4                                                             | brown olive                                                     | маслинено кафяв                                                 |                                                                 |
| PB10                                                            | dark ultramarine blue                                           | тъмен ултрамарин                                                |                                                                 |
| MS2                                                             | mid olive                                                       | маслинен                                                        |                                                                 |
| B20                                                             | medium blue                                                     | син                                                             |                                                                 |

### „Нелсън“
14 декември 1939 – 4 януари 1940 г.
Ремонт в Лох-Ю. Монтиран е кабела на размагнитващото устройство.
8 януари – 29 юни 1940 г.
От 8 януари – 8 юни 1940 г. ремонт в Портсмът и след това до 29 юни 1940 г. поставяне на радар и негови изпитания в Гринок
Ремонт на повредите след сблъсък с мина. Демонтирани са кърмовите КДП за 152-мм оръдия. Лодъчната палуба около 120-мм зенитки, разположени на мидъла, получава противоосколъчна защита. Снета е брам-стенгата от гротмачтата. На зенитната платформа е поставена фокмачта. Антената на пеленгатора (DF – Direction-finder) е пренесена от грот на фокмачтата. На мястото на демонтираните КДП за 152-мм оръдия са поставени две осемстволни установки Mk VI с 40-мм автомати „Пом-Пом“. На юта е поставена една осемстволна установка Mk V „Пом-Пом“. Поставени са четири ПУ 178-мм неуправляеми зенитни ракети UP – две на кула „B“ и две на кула „X“. На 120-мм оръдия са поставени защитни щитове. Поставен е радар тип „279“ за предупреждаване за въздушно нападение, неговата приемна антена е поставена на фок-, а предаващата на гротмачтата. Рубките на приемащия и предавателния постове са разположени под съответните мачти. Антената на радиопеленгатора тип „FM.2“ е поставена на предната част на мостика, а неговия операторски пост над рубката на РЛС.
22 април – 4 май 1941 г.
Докуване в Дърбан.
2 октомври 1941 – 20 април 1942 г.
Ремонт в Гибралтар и Розайт. Демонтиран е спонсона по десния борд на надстройката. Двата стари директора за управление на „Пом-Помите“ са заменени с директорите Mk III. Допълнително са поставени още три директора – два на гротмачтата и още един в кърмовата част на юта. Всичките пет директора получават радари тип „282“. В кърмовата част на лодъчната палуба, около гротмачтата, са поставени четири директора за управление на заградителния огън. Всеки от тях е снабден с радарна станция тип „283“.
На платформата на бойната рубка побордно са направени постове за наблюдение за подводници. Антената на пеленгатора (DF) от фокмачтата е снета. Снет е също външният кабел на размагнитващото устройство. От предните прозорци на мостика са свалени дефлекторите. Демонтирани са торпедните апарати. Торпедният отсек е разделен с прегради. Снети са ПУ за 178-мм НУРСове. На кула „В“ е поставена осемстволна установка Mk VI с 40-мм „Пом-Поми“. Поставени са 13 единични установки 20-мм „Ерликон“.
Усилено е радиотехническото въоръжение. Поставени са РЛС от типовете „282“ и „283“. На звездообразната платформа при гротмачтата е поставена РЛС за засичане на надводни цели тип „273“. На носовия директор за главния калибър е поставен артилерийски радар тип „284“. На всички зенитни директори HACS са поставени радари тип „285“.
Окраската на кораба е изменена със схемата „Admiralty Disruptive“.
21 септември – 16 октомври 1942 г.
Текущ ремонт в Розайт. В предната част на кула „Х“ по диаметралната плоскост е поставена едностволна установка „Ерликон“ (С), общо техния брой достига 14.
31 май – 7 юни 1943 г.
Ремонт в Розайт. На надстройката на нивото на прожекторния мостик е поставена платформа във вид на галерия. Снети са установките с 12,7-мм картечници. Количеството на едностволните 20-мм „Ерликони“ достига 40, поставяйки допълнително 26 едностволни установки. Леко е изменена камуфлажната окраска. Местата, оцветени в MS3 на корпуса, са пребоядисани в цвят 507С. Част от панелите MS2 са пребоядисани в MS3.
7 ноември – 2 декември 1943 г.
Текущ ремонт в Розайт.
2 април – 7 май 1944 г.
Ремонт в Розайт. Заменени са лайнерите на 406-мм оръдия. Във връзка с предполагащото се участие на линкора в десантната операция в Северна Франция в съседство с фокмачтата е поставена система за създаване на смущения срещу радиоуправляемо оръжие от тип „650“.
5 юни 1944 г. – 13 април 1945 г.
От 5 юни 1944 г. до 13 януари 1945 г. ремонт във военноморската корабостроителница във Филаделфия, САЩ. Завършване на работите от 1 февруари до 13 април 1945 г. в Портсмът.
Основен ремонт на турбините. От бойната рубка е снет въртящият се брониран калпак. От гротмачтата са махнати прожекторите. Отстрани на капитанския мостик са поставени отражатели на вятъра. На местата за съхранение на лодките по двата борда са направени галерийни палуби. За разполагането на допълнителни „Ерликони“ е снета част от директорите за управление на „Пом-Помите“. Поставени са четири четиристволни установки с 40-мм „Бофорси“ – две над носовата бойна рубка и две на лодъчната палуба пред лодките. За тяхното насочване са поставени четири директора Mk 51 американско производство.
Допълнително са поставени 21 едностволни 20-мм „Ерликона“, довеждайки техният общ брой до 61. Те са разположени по следния начин.
| Местоположение на единичните „Ерликони“                       | април 1942 | юни 1943 | април 1945 |
| ------------------------------------------------------------- | ---------- | -------- | ---------- |
| на горната палуба зад носовия вълнорез                        |            | 4        | 8          |
| на горната палуба зад кула „Х“                                |            | 2        | 2          |
| на предния ръб на покрива на кула „Х“                         |            | 1(С)     | 2(С)       |
| на средната част на покрива на кула „Х“                       |            | 2(С)     | 2(С)       |
| на задната част на покрива на кула „Х“                        | 2(С)       | 2(С)     | 2(С)       |
| на платформата пред бойната рубка                             |            |          | 2          |
| на платформата отстрани на бойната рубка                      |            | 2        | 2          |
| на платформата зад бойната рубка, на нивото на покрива ѝ      | 2(С)       | 2(С)     |            |
| на платформата за УАО                                         | 2          | 4        | 4          |
| на спонсон на нивото на прожекторния мостик                   | 2          | 2        |            |
| на галерийната палуба в кърмовата част на прожекторния мостик |            | 4        | 6          |
| на горната палуба между носовите 120-мм оръдия                |            | 6        | 6          |
| на лодъчната палуба между 120-мм оръдия                       | 2(С)       | 2(С)     | 4          |
| на платформата на бойната рубка между 120-мм оръдия           |            |          | 4          |
| на галерийната палуба в района на лодките                     |            |          | 10         |
| на платформата на гротмачтата                                 |            |          | 4          |
| в кърмовата част на лодъчната палуба                          |            | 2(С)     | 2(С)       |
| по ДП на лодъчната палуба зад 120-мм кърмови оръдия           | 1(С)       | 1(С)     | 1(С)       |
| на юта между кърмовите 120-мм оръдия и „Пом-Помите“           |            | 2        | 2          |

„Нелсън“ е пребоядисан съгласно стандартната адмиралтейска схема (на английски: Admiralty Standard Scheme).
По данни на Робъртс, всичко са поставени 65 20-мм автомата „Ерликон“, но през април 1945 г. четири са свалени, и техния брой става 61. Така, всичко към края на войната на „Нелсън“ има 48 40-мм „Пом-Пома“ (6×8), 16 40-мм автомата „Бофорс“ (4×4) и 61 едностволни 20-мм „Ерликон“.

### „Родни“
9 – 29 декември 1939 г.
Ремонт в Ливърпул. По време на излизането на Home Fleet в Северно море на „Родни“ става сериозна авария на руля. Той е принуден да се върне в Клайд. Проведени са работи по усилването на предната част на руля. Същите работи са проведени и на „Нелсън“. Монтиран е външният кабел на размагнитващото устройство.
24 август – 10 септември 1940 г.
Ремонт в Розайт. 2 едностволни 20-мм „Ерликона“ са поставени по диаметралната плоскост на покрива на кула „В“ (С). Радара тип „79Y“ е модернизиран до нивото тип „279“. Линкора е боядисан в уникална схема с използването на зелен, кяфяв и 507C (светлосив) цветове.
18 декември 1940 до 13 януари 1941 г.
Ремонт в Розайт на повреди от щорм. Кораба е пребоядисан с използването основното на цветовете 507A (тъмносив) и 507B (сив).
13 юни – 11 август 1941 г.
Ремонт в Бостън. Снети са кърмовите КДП за 152-мм оръдия. Отстрани на надстройката, на платформата на бойната рубка, са направени постове за наблюдения за подводници. По време на ремонта са снети кърмовите КДП за 152-мм оръдия, на тяхно място са поставени две зенитни осемстволни установки Mk.VI „Пом-Пом“. Вместо двата автомата „Ерликон“ на кула „В“ е поставена четиристволна установка Mk.VII с 40-мм „Пом-Поми“. Радара типа „279“ е заменен с тип „281“ с рубка за приемен пост зад мостика и предаващ пост зад гротмачтата. На марса е поставен радар тип „271“ с рубка-антена. Поставен е радар тип „284“. Антена на радиопеленгатор тип „FM.2“ е поставена на носовия ръб на мостика, а неговият операторски пост е устроен над приемната рубка на радара „281“. Махнат е спонсона отдясно на бойната рубка. Леко е изменена конфигурацията на мостика.
17 февруари – 3 май 1942 г.
Текущ ремонт в Ливърпул. Замяна на лайнерите на 406-мм оръдия. Махнати са 12,7-мм зенитни картечници. Платформите на тези картечници са използвани за поставяне на директори Mk.III за автоматите „Пом-Пом“. Всички останали директор за „Пом-Поми“ са снети. Още два директора Mk.III са поставени на гротмачтата, и още един в кърмовата част на спардека. Всички директори Mk.III са оборудвани с радар тип „282“.
По бордовете и зад гротмачтата са поставени четири директора за управление на заградителния огън с радар тип „283“. Радара тип „271“ е заменен с радар тип „273“. Разширена е платформата за управление на зенитния огън, при това самият пост е разположен на издигната въртяща се платформа. Поставен е радар тип „285“. Неговата операторска рубка е разположена на покрива на поста за управление на зенитния огън, в кърмовата част на платформата за УАЗО, а антената на радара е поставена над рубката. Монтирани са седемнадесет единични 20-мм зенитни автомата „Ерликон“.
23 август – 19 септември 1942 г.
Розайт. Ремонт на рулевия механизъм и котлите. Поставени са допълнително четири единични „Ерликона“. Предположителното им разположение е:
- два на юта зад 120-мм оръдия, малко пред и по-близо до борда, отколкото двойката поставена там по-рано;
- още два на юта над „Пом-Пома“ (С).

14 – 31 май 1943 г.
Ремонт в Плимът. Снет е катапулта. На 120-мм оръдия са поставени щитове. Поставени са 36 единични „Ерликона“ (според данни на Робъртс – 35), довеждайки техния общ брой до 57.
| Местоположение на единичните „Ерликони“                                                                 | май 1942 | юни 1943 |
| --- | -------- | -------- |
| на горната палуба пред носовия вълнорез                                                                 |          | 10       |
| на горната палуба срещу кула „В“ зад вълнореза                                                          | 2(С)     | 2(С)     |
| на задния край на покрива на кула „В“                                                                   |          | 2(С)     |
| на предния край на покрива на кула „Х“ (вероятно)                                                       |          | 2        |
| на задния край на кула „Х“                                                                              | 2(С)     | 2(С)     |
| на горната палуба зад кула „Х“                                                                          |          | 4        |
| на покрива на броневия калпак на бойната рубка                                                          |          | 1(С)     |
| на покрива на бойната рубка                                                                             | 1        | 2        |
| отстрани на бойната рубка                                                                               | 2        | 2        |
| на издигната платформа зад бойната рубка                                                                | 2(С)     | 2(С)     |
| на платформата за УАО                                                                                   | 2        | 4        |
| на горната палуба зад мостиците                                                                         | 2(С)     | 2(С)     |
| на лодъчната палуба между 120-мм оръдия                                                                 | 2        | 2        |
| на горната палуба – по една установка пред всяка 152-мм кула                                            |          | 6        |
| на горната палуба зад кърмовите 152-мм кули                                                             |          | 2        |
| на покривите на кърмовите 152-мм кули                                                                   |          | 2        |
| в кърмовата част на лодъчната палуба                                                                    |          | 2        |
| отгоре на кърмовия директор                                                                             |          | 1        |
| на юта пред кърмовата установка „Пом-Пом“                                                               |          | 2        |
| на юта зад 120-мм оръдия, малко пред и по-близо до борда от предходната двойка оръдия (предположително) |          | 2        |
| по диаметралната плоскост в кърмовата част на лодъчната палуба                                          |          | 1        |
| на юта на площадка над кърмовия „Пом-Пом“                                                               | 2        | 2        |
| ВСИЧКО                                                                                                  | 17       | 57       |

Добавени са пет двустволни установки „Ерликон“:
- 2 на горната палуба непосредствено под второто 120-мм оръдие (С);
- 2 на лодъчната палуба зад единичните установки „Ерликон“;
- 1 отдясно на покрива на кула „В“ (С).

Камуфлажна окраска е нанесена на горната палуба.
6 ноември – 16 декември 1943 г.
Подготвени са чертежи за пълната модернизация, но тези планове така и не са осъществени. Камуфлажната окраска е премахната от горната палуба.
18 януари – 30 март 1944 г.
Ремонт в Розайт. Корпусни работи за отстраняване на течове. Снети са торпедните апарати. Поставени са два единични „Ерликона“, местоположението им е неизвестно. Общият брой едностволни „Ерликони“, така, е доведен до 59 (според данните на Робъртс – до 58). Постановени за „заглушители“ тип „650“ за създаване на смущения в системата за насочване на радиоуправляемите бомби. Местоположението е неизвестно.
30 август – 11 септември 1944 г.
Плимът. Извънреден ремонт, най-верочтно, свързан с необходимостта от отстраняване на повредите от дулните газове на 406-мм оръдия при обстрела на бреговете на Нормандия.
15 октомври – 30 март 1944 г.
Текущ ремонт в Розайт.
Към края на 1945 г. на линкора има 44 40-мм „Пом-Пома“ (5×8 и 1×4) и 69 20-мм „Ерликона“ (5×2 и 59×1).

## Служба
| Кораб    | Корабостроителница  | Залагане             | Спускане на вода | Въведен в строй | Съдба                                                                      |
| -------- | ------------------- | -------------------- | ---------------- | --------------- | -------------------------------------------------------------------------- |
| „Нелсън“ | Armstrong Whitworth | 15 ноември 1924 г.   | 16 март 1925 г.  | 28 юни 1927 г.  | През 1948 г. е изключен от списъците на флота. Разкомплектован е за метал. |
| „Родни“  | Cammell Laird       | 15 септември 1924 г. | 30 март 1925 г.  | 12 юли 1927 г.  | През 1948 г. е изключен от списъците на флота. Разкомплектован е за метал. |

Със завършването на строежа двата линкора влизат в състава на Атлантическия флот, който през 1932 г. е реорганизиран във Флот на метрополията. „Нелсън“ от момента на въвеждането му в строй до декември 1940 г. се явява негов флагман. За кратко, от януари до август 1940 г. временно флагман става „Родни“. Двата линкора активно се използват в годините на войната, по-голямата част от времето си провеждайки в походи.

### „Нелсън“
В началото на войната, през 1939 г., „Нелсън“ извършва четири похода в Северно море за прихващането на германските рейдери и охрана на норвежките конвои. При завръщането си от петия поход, на 3 декември 1939 г., на входа в Лох-Ю линкора се натъква на магнитна мина, поставена от германската подлодка „U-31“. Взрива става под носовия край, извън приделите на цитаделата. Обшивката е вглъбната с 1,2 м, но издържва, давайки само малък теч. Наводняванията са малки и се ограничават до няколко отсека в носовата част. Загинали няма – броя на ранените е 74 души. „Нелсън“ престоява в Лох-Ю, докато се протрали фарватера, а след това е преведен в Портсмът, където до август 1940 г. на него протича ремонт.
След връщането в строй, през септември 1940 г., участва в авионосния рейд към Норвегия (операция „DF“). През ноември 1940 г. е привлечен към издирването в Северния Атлантик на „джония“ „Адмирал Шеер“. В началото на 1941 г. се занимава с прикритието на атлантическите конвои. През март 1941 г. взема участие в рейда към Лафотенските острови (операция „Клеймор“), прикрива минирането между Фарьорските острови и Исландия (операция „SN69“). От май прикрива в Южния Атлантик конвоите, плаващи покрай нос Добра Надежда. През юни 1941 г. се връща в Англия и по-късно е преведен в състава на „съединение Н“. Взема участие в провеждането на конвоите в обсадената Малта – операциите „Събстенс“, през юли и „Халберд“, през септември. На 27 септември 1941 г. южно от Сардиния линкора е подложен на атака на италианската авиация и получава попадение на авиационно торпедо в левия борд, в носовия край пред кула „А“, в съседство с мястото на взрива на мината. „Нелсън“ приема 3700 т вода, което води до увеличаване на газенето по носа с 3,3 м. В Малта е проведен временен ремонт, а възстановителният ремонт е направен в Росайт и продължава до март 1942 г. Влиза в състава на Флота на Метрополията и през август взема участие в провеждането на поредния конвой за Малта – операцията „Пиедестал“. След това е преведен в състава на „Съединение H“. Участва в операциите „Торч“ (десанта в Северна Африка), „Хъски“ (десанта в Сицилия), „Аваланш“ (десанта при Салерно) и десанта в Калабрия, през август 1943 г. (операция „Хамър“).
През октомври 1943 г. се връща в състава на Флота на Метрополията. През юни 1944 г. взема участие в операция „Овърлорд“. На 18 юни при бреговете на Нормандия се натъква на магнитна мина и е изпратен в САЩ за ремонт. Ремонта се провежда във Филаделфия до януари 1945 г. и завършва през април 1945 г. в Англия. През април 1945 г. „Нелсън“ отплава в Индийския океан. Съвместно с Остиндийския флот обстрелва през юли 1945 г. бреговите укрепления на остров Пукет (операция „Лайвъри“), приема капитулацията на японските войски през август в Пенанг (операция „Юрист“) и през септември в Малая (операция „Зипер“).
Връща се в Англия през ноември 1945 г. и до април 1946 г. е флагман на Флота на Метрополията. След това е преведен в статус на учебен кораб, а през октомври 1947 г. е изваден в резерва. На 19 май 1948 г. е изключен от списъците на флота и по-късно е използван като учебна мишена за пилотите на палубната авиация. През януари 1949 г. е продаден за скрап и на 15 март 1949 г. пристига в корабостроителницат за разкомплектоване за метал.

### „Родни“
„Родни“ през 1939 г. извършва пет излизания в Северно море за прикритие на конвоите с желязна руда от Норвегия или в опити да прихване германски рейдери – два пъти през септември, един през октомври и два през ноември. По време на петото излизане в морето, на 28 ноември 1939 г., той получава сериозна повреда на руля и е принуден да се върне в Клайд, влизайки за ремонт в Ливърпул от 9 до 29 декември.
В началото на 1940 г. на „Родни“ се забелзва теч през обшивката между водонепроницаемите прегради по 9 и 16 шпангоут. Като временно решение корпуса е закърпен и усилен в този район с греди. Линкора взема участие по време на Норвежката кампания, подложен е на 9 април 1940 г. при бреговете на Норвегия на нападение на германската авиация. Получава попадение от 500-кг бомба в района на машинните отделения. Бомбата, за щастие на „Родни“, отскача от броневата палуба, без да се взриви, за това повредите не са големи. По-голям проблем съставляват два близки разрива на бомби. Това води до усилването на теча.
За предотвратяването на десанта на германски войски в Англия, от юни до август 1940 г., линкора се базира на Росайт. През септември той осъществява прикритието на авионоснония рейд в Норвегия, а през ноември взема участие в търсенето на „джобния линкор“ „Адмирал Шеер“. По време на силен щорм, на 6 – 8 декември 1940 г., всички помещения под междинната палуба са наводнени и се открива теч между 60 и 80 шпангоут. Теча се отстранява по време на извънредния ремонт в Росайт от 18 декември 1940 до януари 1941 г. Но това не решава всички проблеми, и пълноценен ремонт е проведен едва Бостън, след като през май 1941 г. линкора е изпратен в САЩ. Началото на 1941 г. „Родни“ провежда, охранявайки конвои в Атлантика, на 16 март със своето присъствие предотвратява атаката на германските линкори „Шарнхорст“ и „Гнейзенау“ върху конвоя НХ-114.
Линкора се нуждае от ремонт, а тъй като британските корабостроителници са претоварени, ремонта е решено да се проведе в САЩ. През май 1941 г. „Родни“ отплава за САЩ като конвой на войсковия транспорт (бивш лайнер) „Британик“. На 24 май линкора е отзован за участие в операцията по издирването и унищожаването на германския линкор „Бисмарк“. На 27 май 1941 г. заедно с линкора „Кинг Джордж V“ той потопява германският линкор, постигайки около 40 попадения. За времето на боя „Родни“ изстрелва 375 406-мм и 716 152-мм снаряда и едно 622-мм торпедо. Пуска на торпедото е единственият случай на неговото бойно използване за цялата война. Попадения в „Родни“ при това няма, но от собствената му стрелба е повредена палубата, а редица механизми пострадват от сътресенията.
До август 1941 г. „Родни“ е в ремонт, в Бостън, САЩ. След ремонта „Родни“ влиза в състава на „съединение Н“ на Гибралтар и през септември 1940 г. взема участие в провеждането на конвой за Малта – операцията „Халберд“. През ноември 1941 г. се връща в състава на Флота на Метрополията и до януари 1942 г. се базира в Хвал-фиорд в Исландия, осигурявайки далечното прикритие на арктическите конвои. От февруари до март 1942 г. се ремонтира в Ливърпул. На 31 май е изпратен за усилване на Източния флот, но достигайки до Фрийтаун е върнат обратно за провеждането на конвой за Малту. През август 1942 г. участва в провеждането на още един конвой за Малта – операция „Пиедестал“. След операцията служи в състава на Флота на Метрополията, а през октомври 1942 г. е преведен в състава на „съединение Н“. Заедно с него участва, през ноември 1942 г., в десанта в Северна Африка – операцията „Торч“, а през юли 1943 г. в десанта в Сицилия (операция „Хъски“) и през септември 1943 г. при Салерно (операция „Аваланш“).
През октомври 1943 г. „Родни“ се връща в Англия. Новата му силова установка дава течове. Също така на „Родни“ от 1940 г. са забелязани проблеми с механизмите и парокондензаторите. Състоянието на линкора изисква незабавен ремонт, който е отложен до така и не състоялата се модернизация. През юни – юли 1944 г. той взема участие в десанта на съюзниците в Нормандия, операцията „Овърлорд“. След натъкването на „Нелсън“ на мини „Родни“, така и не е ремонтиран, отново е върнат в строй. През август 1944 г. „Родни“ обстрелва германските брегови батареи на остров Олдерни в Ла Манш. В края на август – началото на септември прикрива арктическия конвой за СССР YW-59 и обратният RA-59A, а в средата на септември – YW-60 и RA-60A. Кораба изисква основен ремонт, който поради натоварването на корабостроителниците е невъзможно да се проведе. За това, от ноември 1944 г., той се намира в Скапа Флоу. Екипажа е съкратен на 60%, и линкора служи в като стационарен флагман на Флота на Метрополията. С края на войната, през ноември 1945 г., „Родни“ е изваден в резерва и през 1948 г. е изключен от списъците на флота. Линкора е продаден за скрап, и на 26 март 1948 г. той е преведен за разкомплектоване.

## Илюстрации
- Линейният кораб „Нелсън“. Схема
- Линейният кораб „Родни“ обстрелва крайбрежието на Нормандия

## Оценка на проекта
Линейните кораби от типа „Нелсън“ по много са уникални кораби. Те стават първите линкори, построени в рамките на Вашингтонското съглашение. Великобритания получава правото да ги построи като отговор на американските линкори от типа „Колорадо“ и японските от типа „Нагато“. Новите британски линкори са по същество 23-възлов вариант на линейните крайцери от типа „G3“. До появата на линейните кораби от типа „Кинг Джордж V“ те са единствените линкори в британския флот, проектирани и построени с оглед опита от Първата световна война.
Главното отличие от по-късните „бързоходни“ вашингтонски линкори става скоростта. При „Нелсън“ и „Родни“ проектната максимална скорост съставлява „само“ 23 възела – т.е. на нивото на линкорите от Първата световна война. Всички останали линкори, построени по-късно с оглед на вашингтонските ограничения, имат значително по-голяма скорост – от 27 до 30 възела. Силовата установка е достатъчно надеждна и има оригинална компоновка. За разлика от останалите линкори, котелните отделения се намират зад машинните. При избраната за „Нелсъните“ компоновка такава схема за разполагане се оказва по-лека по сравнение с класическата. Заедно с това към началото на Втората световна война енергетичната установка е износена, и разхода на гориво нараства. И макар по сравнение с „Кинг Джордж“ няма проблем с малката далечина на ход, износването на механизмите при „Родни“ води до постоянни нарекания за работата на силовата установка и падането на далечината на хода относително проектните стойности.
Желанието максимално да се съкрати протежеността на тежкия броневи пояс и хоризонталната защита на жизненоважните части води след себе си оригинална схема за разполагане на оръдията на главния калибър в една група в носовия край – три кули по линейно-терасовидната схема, средната издигната спрямо останалите. На подобна компоновка на главния калибър за линкорите си, освен англичаните, се решават само французите, също съсредоточавайки всичките кули на линкорите от типа „Дюнкерк“ и „Ришельо“ в носовия край. Още повече, че на френските линкори оръдията са разположени в две четириоръдейни кули. Безусловно удачно е решението, използвано при всички последващи британски линкори, да се сведат всички мостици в една кулоподобна надстройка. Това позволява по-добрата им защита от лошото време и дава добра висока платформа за командно-далекомерните постове за управление на артилерийското въоръжение. Полученият в резултат облик на първите британски „вашингтонски“ линкори е доста необичаен. Британските матроси на шега даже наричат тези кораби „грозните сестри“ (на английски: Ugly sisters). Също така за първи път в британския флот, за икономия на водоизместимост, са използвани триоръдейните кули. Обаче за новите 406-мм оръдия е избрана несвойствената за британския флот концепция „лек снаряд, висока начална скорост“. В резултат късият снаряд има повишено биене в ствола, поради което точността на стрелбата и живучестта на ствола са по-лоши, отколкото при предходните 381-мм оръдия. При това огневата мощ на 406-мм оръдия е малко по-висока. Има значение и липсата на опит в разработката на триоръдейни кули – скорострелността на оръдията на „Нелсън“ също по-ниска, отколкото при 381-мм оръдия, разполагащи се в двуоръдейни кули. За това споровете, кое британско оръдие е по-добро – 381-мм или 406-мм, не стихват и до днес. Макат британското 406-мм оръдие да отстъпва на американския и японския аналози, то е най-мощното оръдие в британския флот. В сравнение с 356-мм оръдия на новите линкори от типа „Кинг Джордж V“ установките на „Нелсън“ се оказват и по-мощни, и по-надеждни. При това де-факто противниците на „Нелсън“ и „Родни“ стават немските и италианските линкори с по-слабите им 380-мм оръдия.
Зенитното въоръжение не удовлетворява изискванията към момента на тяхното проектиране. Вместо необходимите четири оръдия с далечно действие във всеки сектор на някои от секторите огън могат да водят само три и даже две оръдия. В предвоенните години прогреса в развитието на авиацията повлича след себе си необходимостта от усилване на зенитното въоръжение. И в годините на войната то постоянно се налага да бъде усилвано, наистина, само за сметка на 40-мм и 20-мм автомати. Предвоенните планове за замяната на 152-мм оръдия с универсални така и не са реализирани.
По сравнение с предходните британски линкори важно отличие при новите кораби става използването на схемата за брониране „всичко или нищо“. Независимо от това, че се указват редица недостатъци – липса на брониране в носовия край, тесен брониран пояс, слабо брониране на средната артилерия и постовете за управление на артилерията, се счита, че в рамките на отведения лимит за водоизместимост „Нелсъните“ получават максималната защита от всички възможни. При това, както показва опита от бойните действия, достатъчна защита на средната артилерия и постовете за управление е просто невъзможно да се осигури. Защитата на носа е усилена за сметка на бронирането на междинната палуба, но е направено само на „Нелсън“. Конструктивната подводна защита на „Нелсъните“ е разчетена на противостояние от попадение на торпедо със заряд от 340 кг ТНТ. От резултатите на изпитанията се смята, че при определени условия подводната защита може да издържи и заряд от 454 кг ТНТ. Обаче тази защита е разположена в района на цитаделата. В годините на войната попаденията в „Нелсън“ са в носовия край, където няма подводна защита. При това се вижда липсата на достатъчно, на това място, стационарни изпомпващи водата помпи. В резултат проблеми възникват не само при бойни повреди, но и при течове през обшивката след повреди при щорм.
Корабите обладават достатъчна управляемост и голям запас плавучест, добра мореходност.Наистина, поради много високата стойност на метацентричната височина килевото люлеене е с малък период и голяма амплитуда, което повлича до необходимост да се доработят системите за управление на стрелбата. Независимо от всички недостатъци, линкорите от типа „Нелсън“ се считат най-мощните британски линкори във Втората световна война, активно се използват в много от операциите на войната, а „Родни“ заслужава славата на „убиец“ на „Бисмарк“, изигравайки основната роля в потопяването на германския линкор.
| Сравнителни ТТХ на линкори.                      |                |               |                           |                             |                 |                                 |                               |                                 |
| характеристики                                   | „Колорадо“     | „Нагато“      | „Нелсън“                  | „Кинг Джордж V“             | „Норт Каролина“ | „Бисмарк“                       | „Литорио“                     | „Ришельо“                       |
| Страна                                           |                |               |                           |                             |                 | Германска империя (1933 – 1945) |                               |                                 |
| година на влизане в строй                        | 1923           | 1921          | 1927                      | 1940                        | 1941            | 1940                            | 1940                          | 1940                            |
| размери Д×Ш×О                                    | 190,2×29,7×9,2 | 213,4×29×9,1  | 216,6×32,3×8,6            | 227,2×32,2×10,2             | 222,1×33×10     | 251×36×8,6                      | 237,8×32,9×9,7                | 247,9×33,1×9,17                 |
| Водоизместимост, стандартна, т                   |                |               | 35 560                    | 36 727                      | 37 486          | 41 700                          | 40 724                        | 37 832                          |
| Водоизместимост нормална, т                      | 32 600         | 33 800        | 36 657                    |                             |                 |                                 |                               |                                 |
| Водоизместимост, пълна, т                        | 33 590         | 38 500        | 38 873                    | 42 076                      | 44 379          | 50 900                          | 45 236                        | 44 708                          |
| Артилерия на главния калибър                     | 4×2×406-мм/45  | 4×2×410-мм/45 | 3×3×406-мм/45             | 2×4×356-мм/45 1×2×356-мм/45 | 3×3×406-мм/45   | 4×2×380-мм/47                   | 3×3×381-мм/50                 | 2×4×380-мм/45                   |
| Спомагателна артилерия                           | 14×127-мм/51   | 20×140-мм/50  | 6×2×152-мм/45 6×120-мм/50 | 8×2×133-мм/50               | 10×2×127-мм/38  | 6×2×150-мм/55 8×2×105-мм/65     | 4×3×152-мм/55 12×1×90-мм/50   | 3×3×152-мм/55 6×2×100-мм/45     |
| Зенитна артилерия                                | 4×76-мм/50     | 4×78-мм/40    | 8×40-мм/40                | 4×8×40-мм/40                | 4×4×28-мм       | 8×2×37-мм 12×1×20-мм            | 8×2×37-мм 4×1×37-мм 8×2×20-мм | 4×2 – 37-мм 4×4 и 2×2 – 13,2-мм |
| Торпедни апарати                                 | 2              | 8             | 2                         |                             |                 |                                 |                               |                                 |
| Самолети                                         |                |               |                           | 2                           | 3               | 4                               | 3                             | 3                               |
| Главен броневи пояс, мм                          | 343            | 305           | 356 – 330                 | 356 – 381                   | 305             | 320                             | 70 + 280                      | 330                             |
| Брониране на палубите, мм                        | 89             | 76            | 159 – 95                  | 25 + 127…152                | 37 + 140        | 50…80 + 80…95                   | 45 + 90…162                   | 150…170 + 40                    |
| Брониране на кулите на ГК – чело/борд/покрив, мм | 457/254/127    | 305/230/152   | 406/279/184               | 324 – 149                   | 406 – 184       | 360 – 130                       | 350 – 150                     | 430 – 170                       |
| Барбети на кулите на ГК, мм                      | 330            | 305           | 381                       |                             |                 |                                 |                               |                                 |
| Брониране на бойната рубка – стени/покрив, мм    | 406/203        | 369           | 356/165                   | 114 – 76                    | 406 – 373       | 350 – 220                       | 260                           | 340                             |
| Енергетична установка, к.с. (скорост, възела)    | 28 900 (21)    | 80 000 (26,5) | 45 000 (23)               | 110 000 (28,5)              | 121 000 (27,5)  | 138 000 (29)                    | 130 000 (30)                  | 150 000 (31,5)                  |

## Коментари
1. ↑  Всички характеристики са към септември 1939 г.
2. ↑  След сключването на вашингтонското съглашение постепенно вместо използвания дотогава термин „дредноут“ започва да се използва само термина „линеен кораб“.
3. ↑  Понятието „стандартна“ водоизместимост е въведено на Вашингтонската конференция през 1922 г. За това за проектите „G-3“, „F-2“ и „F-3“ под проектна се разбира нормална водоизместимост, а за останалите проекти – стандартната. Основната разлика е изключването от стандартната водоизместимост 1000 т гориво, освен това, методиката за изчисляване на останалите останалите статии малко се различава.
4. ↑  За „Нелсън“ и „Родни“ прогнозните данни са на основа претеглянето на детайлите и комплектуващите при построяването. Тези цифри се отличават от данните, получени при кренуването.
5. ↑  На базата на чатъмската корабостроителница се провеждат различни изследвания, в т.ч. натурни експерименти на понтони с моделите на отсеците на бъдещите кораби. Моделите на тези отсеци и получават нарицателното име „чатъмски салове“.
6. ↑  Оръдие на шведската фирма „Бофорс“, произвеждано по лиценз.
7. ↑  Оръдие на швейцарската фирма „Ерликон“, произвеждано по лиценз.
8. ↑  При сработване на самоликвидатора.
9. ↑  Точните дати на поставянето на РЛС са дадени в раздела „Модернизации“.
10. ↑  Според данни на Дашян, стр. 68, в Лох-Ю линкора престоява, докато не се протрали фарватера, ремонта и монтирането на размагнитващото устройство се провеждат в Портсмът.
11. ↑  При Дашян, стр. 51, видимо, погрешно, е указан типа на тази установка като Mk V.
12. ↑  Съдейки по чертежите и снимките, са снети директора на гротмачтата и по диаметралната плоскост в края на лодъчната палуба, непосредствено под кърмовия директор за 406-мм оръдия.
13. ↑  В предната част.
14. ↑  Всички данни са проектни към момента на влизане в строй.
15. ↑  В хода на бойните действия при всички кораби е значително усилена.